# Sebastián Piñera
Miguel Juan Sebastián Piñera Echenique (Santiago, 1 de diciembre de 1949-Ilihue, 6 de febrero de 2024) fue un político, ingeniero comercial y empresario chileno. Fue presidente de la República de Chile en dos períodos no consecutivos (2010-2014 y 2018-2022), primer presidente pro tempore de CELAC (2011-2013) y primer presidente pro tempore del Prosur (2019-2020).
Hijo de José Piñera Carvallo, funcionario público democratacristiano que se desempeñó como embajador durante el gobierno del presidente Eduardo Frei Montalva, y de Magdalena Echenique Rozas, estudió ingeniería comercial con mención en economía en la Pontificia Universidad Católica de Chile y posteriormente obtuvo un máster y doctorado en economía en la Universidad de Harvard. Su vida estuvo vinculada al negocio bursátil y a la política.
En el ámbito financiero, fue dueño de una de las mayores fortunas de su país, con un capital estimado en 2700 millones de dólares en 2017, según la revista Forbes, convirtiéndose así en uno de los diez mayores milmillonarios de nacionalidad chilena de su tiempo.
En el campo político, se desempeñó como senador por la circunscripción Santiago Oriente entre 1990 y 1998. Postuló en tres oportunidades a la presidencia de Chile: primero en 2005, siendo derrotado por Michelle Bachelet en segunda vuelta; luego en 2009, donde superó a Eduardo Frei Ruiz-Tagle en el balotaje, convirtiéndose en el primer presidente de derecha elegido democráticamente desde 1958 y el primero en ejercicio desde que Augusto Pinochet dejara el cargo en 1990; y finalmente en 2017, donde logró la reelección tras vencer a Alejandro Guillier en segunda vuelta, obteniendo la tercera mayor cantidad de sufragios en una elección desde el retorno a la democracia. Militó durante veinte años en el partido de centroderecha Renovación Nacional, colectividad que presidió entre 2001 y 2004, pero de la cual se desligó antes de asumir la jefatura del Estado, cumpliendo con los estatutos del partido.
Durante su segundo mandato, fue duramente criticado por amplios sectores de la población chilena debido a su rol en la crisis social de octubre de 2019, algunos de los cuales le exigieron su renuncia y lo acusaron de «autoritario» y «dictador». En ese período, su aprobación sufrió una brusca caída, alcanzando el 6 % según una encuesta del CEP. Con esto, Piñera se convirtió en el presidente con el peor nivel de aprobación en su país desde que existen registros de sondeos de opinión. Por otra parte, en sus dos mandatos destacaron las gestiones del gobierno ante emergencias naturales, como el rescate de la mina San José, la reconstrucción tras el terremoto de 2010 y la vacunación contra la pandemia de COVID-19. También se destacó su enfoque en la gestión deportiva, principalmente con la creación de la política pública Elige Vivir Sano, la creación del Ministerio del Deporte y la planificación de los Juegos Panamericanos de 2023. Sus partidarios desarrollaron una corriente política denominada piñerismo.

## Biografía
Fue el tercer hijo del matrimonio entre José Piñera Carvallo y Magdalena Echenique Rozas; nació el 1 de diciembre de 1949 en la Clínica Santa María, ubicada en la comuna de Providencia en Santiago de Chile. Sus hermanos son María Magdalena, José Manuel, Juan Pablo, José Miguel y María Teresa. Sebastián Piñera tenía ascendencia cántabra y vasca. Entre sus ancestros cabe mencionar, por línea materna, a su tatarabuela, Luisa Pinto Garmendia, una mujer culta y aristócrata, hermana del presidente Aníbal Pinto Garmendia e hija del presidente Francisco Antonio Pinto y de la patriota argentina Luisa Garmendia Alurralde, quien era descendiente del último emperador inca Huayna Cápac. También era descendiente directo del prócer de la independencia Juan Martínez de Rozas. Entre sus vínculos familiares cabe mencionar a los Chadwick Piñera, entre los cuales se encuentran sus primo hermanos Herman y Andrés Chadwick, así como su primo político José Antonio Viera-Gallo.

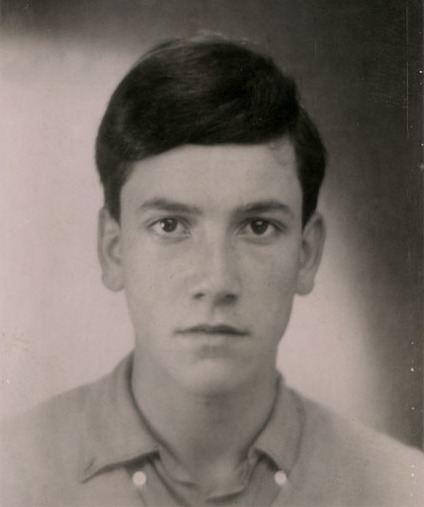
Sebastián Piñera en 1965.

Un año después de su nacimiento, la familia Piñera Echenique se trasladó a vivir a Bélgica, donde su padre se desempeñó como embajador en ese país. Posteriormente, la familia se fue a vivir a Nueva York por cuatro años, dado que su padre trabajaba en la recién creada Corporación de Fomento de la Producción (Corfo), que por entonces abría su primera oficina fuera del país. De regreso en Chile, ingresó al Colegio del Verbo Divino en 1955, egresando en 1967. Su padre se desempeñó también como diplomático ante el Mercado Común Europeo y las Naciones Unidas y, además, fue uno de los fundadores del Partido Demócrata Cristiano.
Su hermana Magdalena, refiriéndose a su padre, dijo: «Somos hijos de un funcionario público, mi papá nos enseñó que en el mundo público el hecho de aportar a la sociedad generaba más alegría y satisfacción». Guadalupe, la hermana mayor describe a sus hermanos:

De chico, Pepe (José) siempre fue un intelectual, muy serio. Sebastián y Pablo eran muy unidos, Sebastián más hiperquinético y Pablo más tranquilo. Miguel era ya lo que botó la ola, de revoltoso, de todo. ¿Y la Pichita? Ella nació 15 años después que yo.

Estuvo casado con Cecilia Morel Montes, orientadora familiar y juvenil y licenciada en Familia y Relaciones Humanas de la Universidad Mayor. Juntos fundaron Mujer Emprende, formando ella en la actualidad parte de su directorio. Estando en Estados Unidos, le pidió matrimonio al enterarse del golpe de Estado ocurrido en Chile, y se casaron en diciembre de 1973, cuando Piñera viajó a Chile. La pareja se fue a vivir al campus de Harvard.
Tuvo cuatro hijos: Magdalena, profesora de historia; Cecilia, médica pediatra; Juan Sebastián, ingeniero comercial; y Cristóbal, psicólogo.

## Formación académica
Realizó sus estudios primarios y secundarios alternadamente entre en el Colegio del Verbo Divino de Santiago y el Colegio Saint Boniface de Bruselas, Bélgica. Ingresó posteriormente a la Facultad de Economía de la Pontificia Universidad Católica de Chile a estudiar Ingeniería Comercial, titulándose en 1971. Recibió el Premio Raúl Yver como mejor egresado en la mención Economía.
En 1973 viajó a Boston, Estados Unidos, a seguir estudios de posgrado en Economía en Harvard, financiados en parte con una beca Fulbright. Se fue a vivir con su hermano José, que seguía el mismo programa de estudios desde el año anterior. Antes de llegar hizo una escala en Colorado, para nivelarse en inglés, micro y macroeconomía. Su primer día de clases fue el 11 de septiembre de ese año, día en que ocurría en Chile el golpe de Estado comandado por Augusto Pinochet. Su profesor Kenneth Arrow, premio Nobel de economía, informó a su clase de los hechos. Piñera se fue a su departamento y desde allí vio por televisión los sucesos que ocurrían.
Entre sus compañeros se destacaron Nancy Stokey, Ariel Pakes y Gordon Bethune. Formó un grupo de estudios con Larry Kotlikoff y Yuri Dadusch. Piñera y Kotlikoff trabajaron como investigadores asistentes del profesor Martín Feldstein. También junto a Kotlikoff publicó un artículo en la revista The Journal of Economic History. Se desempeñó como ayudante de estudios (teaching fellow) entre 1975 y 1976.
Tras tres años terminó sus estudios en 1975, obteniendo un máster y un doctorado en Economía. Su tesis, titulada Economía de la educación en países en desarrollo. Una colección de ensayos, estaba compuesta por tres ensayos, dos de los cuales escritos en cooperación con Marcelo Selowsky. Regresó a Chile con su familia en 1976.

## Carrera empresarial
| Riqueza de Sebastián Piñera según revista Forbes (US$ millones) |
|                                                                 |

A lo largo de su vida, Sebastián Piñera amasó una gran fortuna gracias a sus inversiones, que involucran desde las aerolíneas hasta los equipos de fútbol y los supermercados. En sus últimos años, ya no se dedicaba a la administración directa de sus empresas, sino que a la compra y venta de estas, y a la participación en sus directorios.

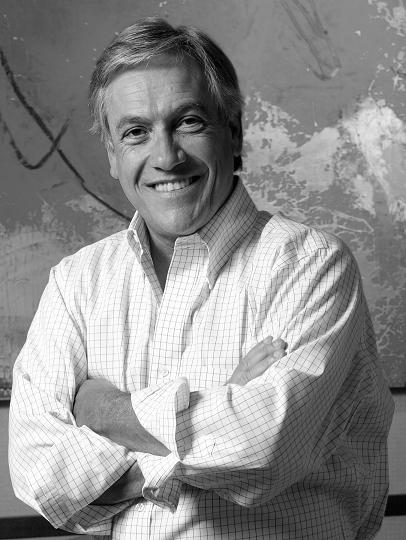
Además de dedicarse a la política, Piñera desarrolló una carrera como empresario.

Logró tener una de las mayores fortunas de Chile, estimada en 2007 por la revista Forbes en US$ 1 200 millones. En 2008, la revista estimó su fortuna en 1 300 millones de dólares, y en 2009, en el contexto de la crisis internacional, su fortuna cayó a 1 000 millones de dólares. Sin embargo, al año siguiente, al iniciar su primer mandato presidencial, esta aumentó a 2 200 millones de dólares, según la misma revista. En 2011, transcurrido el primer año de su gobierno como Presidente de la República de Chile, su fortuna aumentó otros 200 millones, llegando a los 2 400 millones de dólares.

### Comienzos y negocio inmobiliario
Terminando su doctorado fue contratado por Richard Musgrave para que lo ayudara en una asesoría de cuentas nacionales a Bolivia, por lo que recibió en pago 50 000 dólares. Con ese dinero, al volver a Chile, fundó su primera empresa, la Constructora Toltén. Entre 1974 y 1976 se desempeñó como consultor del Banco Mundial y del Banco Interamericano de Desarrollo. En 1976, entró a trabajar a la Comisión Económica para América Latina (Cepal) como economista. Ahí trabajó en el proyecto Pobreza en América Latina. Al año siguiente, fue invitado a participar en Infinco, una empresa de asesorías financieras presidida por Carlos Massad, donde tuvo una participación inicial inferior al 5 %. Paralelamente, desde 1971 y hasta 1990 se desempeñó como profesor de economía en la Universidad de Chile, Pontificia Universidad Católica de Chile y Universidad Adolfo Ibáñez.
Entró al negocio inmobiliario en 1978 con la Constructora Toltén, que fundó con Antonio Krell al regresar a Chile después de terminar su doctorado. La constructora, que compraba casas y terrenos baratos en Peñalolén, La Florida y Macul para construir en ellos casas nuevas, fue vendida en dos millones de dólares, dinero que invirtió en un proyecto inmobiliario mayor, que quebró tras la recesión de 1982.
Después, durante la década de 1980, comenzó a involucrarse en proyectos de mayor envergadura, como el proyecto Valle Escondido, que incluía departamentos de más de 30 000 Unidades de Fomento (UF), destinados a la clase alta. En estos negocios era socio de la familia Cueto, con quienes fue también socio en Bancard y LAN Chile.
En 1996 intentó instalar un proyecto turístico hotelero y turístico de unos 50 millones de dólares en Zapallar, que fracasó por la oposición de los vecinos del sector.
Luego, en 1997 llegó a la Constructora Aconcagua con el empresario Andrés Navarro, con una inversión de US$ 21 millones. La empresa compró en 2008 los activos de la Constructora Fourcade de la región de la Araucanía.
Los años siguientes Piñera continuó con el negocio inmobiliario. Entre otros, el controvertido proyecto Parque Tantauco, iniciado en 2004.

### Negocio bancario y de tarjetas de crédito
Entró al negocio bancario a fines de los años 1970. En 1979 participó, a través de Infinco, en una asesoría al Banco de Talca, que buscaba la profesionalización del manejo del banco. Posteriormente se desempeñó como gerente general del mismo banco, entre marzo de 1979 y noviembre de 1980. En ese periodo pasó de empleado a socio del Grupo Calaf-Danioni, dueño del banco, poseyendo al momento de retirarse un 1,8 % de sus acciones.
El 28 de agosto de 1982 fue encargado reo por fraude contra el Banco de Talca, junto con Carlos Massad, presidente del banco, y Emiliano Figueroa Sandoval. El proceso comenzó por requerimiento fiscal por infracción a la Ley de Bancos, pues los implicados habrían cobrado millonarias sumas al banco a través de la asesora Infinco, y como directivos habrían prestado millonarias sumas a empresas de papel fundadas por ellos mismos, reinvirtiendo el dinero en el banco, capitalizando de manera ficticia a la entidad. El capital y las reservas del banco llegaban a alrededor de 40 millones de dólares, mientras que los préstamos a entidades ficticias llegaban a los 250 millones de dólares.
Al enterarse de la orden de detención en su contra, Piñera huyó y se mantuvo prófugo de la justicia por 24 días, sin comunicar la decisión de huir ni siquiera a su esposa, según lo que ella declaró en su momento a la Policía de Investigaciones. En el intertanto, Piñera, Massad y Figueroa presentaron el 3 de septiembre de 1982 un recurso de amparo (habeas corpus), ante una Corte de Apelaciones, el que fue rechazado; luego apelaron de la anterior decisión para ante la Corte Suprema, la que acogió el recurso el 20 de septiembre de 1982. El fallo indicaba que en «el estado actual de la investigación no aparece establecido que los hechos que se imputan a los amparados tengan características delictuales».
La ministra de Justicia del momento, Mónica Madariaga, declaró en 2009 que intercedió «indebidamente» a favor de Piñera ante el ministro de la Corte Suprema Luis Correa Bulo, que años más tarde fue destituido, según dijo, por la petición que le hizo el exministro de la dictadura militar José Piñera, hermano de Sebastián Piñera, El mismo Correa Bulo confirmó, durante 2009, haber recibido las presiones de Madariaga además, el sobrino de esta, Gonzalo Townsend Pinochet, lo confirmó.
En 1980, tras su salida del Banco de Talca, producto de su quiebra, Manuel Cruzat le ofreció la gerencia general del banco Citicorp, donde llegó a ser presidente, dejando el cargo en 1987.
No hay claridad sobre el ingreso de Piñera al negocio de las tarjetas de crédito. Una versión, negada por él, es que fue contratado por Ricardo Claro para viajar a Estados Unidos e investigar a fondo el negocio de las tarjetas de crédito; a su regreso a Chile, le habría dicho a Claro que el negocio no era recomendable, pues no sería rentable en el mercado chileno, mientras en forma paralela habría estado realizando las gestiones para traer las tarjetas a Chile, originándose así la rivalidad que mantuvieron por años. Otra versión, de entre varias más, dice que habría sido enviado por Infinco, logrando la representación de MasterCard y Visa. Sí está claro que Piñera fue en un comienzo accionista minoritario de Bancard, una de las empresas que llevaron el negocio de las tarjetas de crédito a Chile. Piñera poseía inicialmente el 2,94 % de las acciones, y para mediados de la década de 1980 ya se había hecho del control de la empresa. Después de la crisis económica de 1982, Bancard comenzó un fuerte periodo de expansión, llegando en 1987 a controlar el 87 % del mercado, que llegaba a casi medio millón de tarjetas.
En 1986 la ley de bancos fue modificada para que estas instituciones pudieran ser emisores de tarjetas de crédito, lo que hizo al mercado mucho más competitivo. En 1987 Piñera creó Fincard (posteriormente Santander Banefe), que llegaría a ser la mayor emisora de tarjetas de crédito de Chile. Fincard lanzó al mercado Magna, una tarjeta orientada a segmentos de la población con menores ingresos para acceder a las tarjetas tradicionales. Intentó vender la empresa al Banco de Chile pero este no fue autorizado a concretar la compra.
En 1989 vendió Bancard a Transbank, entidad creada aquel mismo año por siete financieras, en unos US$40 millones, y luego en 1993 vendió Fincard al Banco Santander, en US$ 60 millones.

### Aerolíneas
En 1994 compró el 16 % de la aerolínea LAN Chile, a un estimado de 80 pesos la acción, las que valían a principios de febrero de 2010 alrededor de $8 800 cada una. Llegó a ser presidente de la empresa, poseyendo en 2009 más del 26 % de sus acciones.
La empresa se ha mantenido en crecimiento constante desde ese entonces. En 1995 compra Ladeco, cubriendo de esta manera todo el territorio de Chile, y cuatro años después crea su filial peruana, LAN Perú, que en 2009 controlaba el 85 % de los vuelos de aquel país. Creó en 2002 LAN Ecuador, y en 2006 LAN Argentina, que a fines de 2008 controlaba el 35 % del negocio argentino del cabotaje.
En 2009, Piñera fue multado por la Superintendencia de Valores y Seguros (SVS) por haber comprado el 24 de julio de 2006 un total de 3 000 000 de acciones de la compañía, horas después de haber participado en una sesión de directorio en la que se entregó la FECU (los estados financieros de la empresa) correspondientes al trimestre anterior, que constituye información privilegiada. En la transacción se pagó un precio por acción de $3280, ascendiendo el total a $ 9840 millones (~US$ 18 millones). La FECU en cuestión mostraba que las ganancias de la empresa habían aumentado un 33,9 % con respecto al año anterior. Esta información se hizo pública al día siguiente, martes 25 de julio, después del cierre de la bolsa. El miércoles 26, estando el mercado ya en conocimiento de la información, las acciones de LAN subieron de precio, cerrando en $ 3520 cada una, un 4,88 % más que el precio de compra.
La magnitud de la transacción y de las alzas en el precio de las acciones, que significaron para Piñera una ganancia de aproximadamente $780 000 000 en los primeros días, despertaron la sospecha de la SVS, la que lo multó en julio de 2007 «por haber infringido la prohibición de comprar acciones que la Ley del Mercado de Valores impone a las personas que cuentan con información privilegiada». Tuvo la posibilidad de apelar de esa resolución ante los tribunales de justicia, pero no lo hizo, pagando la multa que ascendía a los 363 millones de pesos. Poco después renunció al directorio de LAN. Juan José Cueto, multado junto a Piñera por haber comprado 250 000 acciones en las mismas condiciones, sí apeló de la multa, perdiendo la causa en enero de 2009. El hecho fue tratado en el Informe de Corrupción global 2009 de Transparencia Internacional.
Piñera también fue accionista de LAN Cargo, filial de LAN Airlines. Cuando era parte del directorio, esta empresa acordó pagar una multa de 88 millones de dólares en Estados Unidos por cargos de colusión con otras firmas del rubro del transporte de carga, entre 2003 y 2006.

### Otras inversiones
Sebastián Piñera ha participado en empresas de distintos rubros a lo largo de su carrera. En 1987 creó CMB S.A. y asumió la presidencia de Apple Chile. En 1999 compró US$ 10 millones de acciones de la empresa de telecomunicaciones Entel, las que vendió un año después en US$45 millones, invirtiendo sus ganancias en AntarChile, la empresa matriz que maneja los activos del grupo Angelini.
El 24 de septiembre de 2004 Piñera se adjudicó el canal de televisión Chilevisión, perteneciente hasta el momento al grupo Claxson, al ofrecer por el 24 millones de dólares. Luego de siete meses de negociaciones, la compra se concretó en abril de 2005.
En 2006, Piñera se convirtió en el mayor accionista individual de Blanco y Negro, empresa controladora de Colo-Colo, al comprar el 9,37 % de las acciones, poseyendo en 2009 el 12,5 % de éstas, que representa él mismo en el directorio. También ese año vendió al Grupo Angelini un total de 282 millones de dólares en acciones de Bancard Inversiones, Inversiones Santa Cecilia, Asesorías CMB, entre otras empresas.
En marzo de 2009 se hizo pública la investigación por colusión de precios entre las cadenas de farmacias. Piñera condenó ante la prensa aquella situación, considerándolo algo absolutamente inaceptable e indignante. Ante estos dichos, fue acusado por parlamentarios del PPD de tener un doble estándar, pues poseía acciones en FASA, una de las cadenas involucradas. La situación le valió duras críticas de parte de distintos sectores de la Concertación, incluido el Gobierno. Con respecto a las acciones, declaró que no sabía que las tenía, y que cuando tuviera la oportunidad cortaría toda relación con la empresa, lo que hizo el 6 de abril, al vender su participación por 1400 millones de pesos (2,4 millones de dólares).

### Fideicomiso ciego
En vistas de la elección presidencial, a fines de abril de 2009 Piñera entregó cerca de un tercio de sus inversiones declaradas a un fideicomiso ciego. La decisión contempla dejar en manos de cuatro administradoras de fondos de inversiones y carteras de terceros la administración de un número de empresas que suman un valor cercano a 400 millones de dólares, renunciando Piñera a cualquier injerencia en la administración o gestión de sus bienes, incluida la venta de estos. Conservó la administración de los dos tercios restantes de su fortuna, concentrados en sus inversiones en LAN, Blanco y Negro, y Chilevisión, aunque se retira del directorio de estas dos últimas, y firmó un contrato para vender sus acciones en LAN (26,3 %, estimado en 826 millones de dólares al momento de firmarse el fideicomiso), antes del 11 de marzo de 2010, día en que asumió como presidente chileno. Cabe resaltar que Piñera no se encontraba obligado por ley para delegar la administración de estas empresas.

## Fundaciones
En 1989, Piñera junto a su esposa Cecilia Morel, Danica Radic y Paula Délano crearon la Fundación Mujer Emprende. Esta fundación tiene por objeto ayudar a la capacitación y desarrollo de mujeres jóvenes de escasos recursos.
En 1993 creó la Fundación Futuro, con él como presidente. Su directorio está compuesto por Cristián Boza, María Teresa Chadwick, Hugo Montes, Cecilia Morel y Fabio Valdés. La directora de la fundación fue su hermana menor, Magdalena Piñera Echenique.

## Carrera política

### Inicios

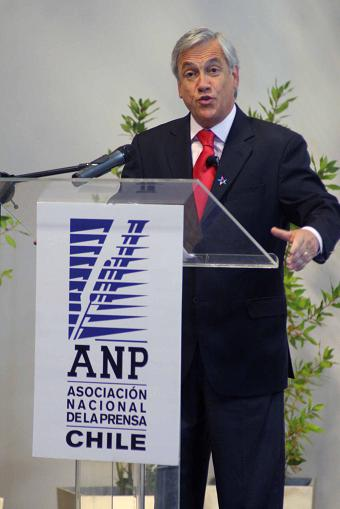
Sebastián Piñera en un debate realizado en el marco de la campaña presidencial de 2009.

Sebastián Piñera estuvo ligado a la política desde comienzos de la década de 1970, inicialmente como un simpatizante de la Democracia Cristiana, durante sus estudios universitarios.

«El 70 triunfó la UP y para mí fue muy impresionante. En esa época pololeaba con una niña de una familia muy de derecha. Al llegar a su casa, sus padres estaban viviéndolo como un drama, como si se fuera a acabar el mundo, y yo parece que llegué muy normal. Para mí no era un drama, viniendo de familia DC y con una cercanía más emocional que intelectual a ese partido» no experimenté la sensación de desastre porque no había pollo ni carne. Presenciaba como un fenómeno único en la historia las marchas, los cacerolazos, las peleas con los carabineros... «Lo vi con los ojos muy abiertos, pero sin angustia».
Sebastián Piñera

Al volver a Chile después de sus estudios de posgrado mantuvo su cercanía con la DC, llegando a asistir mientras era gerente del Banco Talca al Caupolicanazo, un acto organizado por el expresidente Eduardo Frei Montalva en el Teatro Caupolicán el 27 de agosto de 1980, en contra del plebiscito que aprobaría la Constitución de 1980, donde se sentó en primera fila junto a su padre. Sin embargo, nunca militó en ese partido, pues consideraba su visión económica «atrasada». Afirmó haber votado «No» para el plebiscito constitucional, y también para el plebiscito de 1978 con el que el régimen buscó validación ciudadana frente a acusaciones formuladas por la ONU.

### Plebiscito de 1988 y elecciones de 1989
Piñera afirmó haber votado «No» en el plebiscito de 1988, opción contraria a la continuidad de Augusto Pinochet, y que aportó al financiamiento de la campaña. Durante este periodo, se mantuvo relacionado con Genaro Arriagada, secretario ejecutivo de la campaña y militante DC, y con Patricio Aylwin.
Con Aylwin discutió durante este periodo su ingreso a la DC, pero los deseos de Piñera de entrar gozando de cuotas de poder dentro del partido, y la negativa con la que se encontró, truncaron el proyecto. También tuvo conversaciones con Andrés Allamand para ingresar a RN, pero el alineamiento del partido con el Sí hizo que desestimara la oferta. Esta doble cercanía política se ve reflejada en la anécdota del asado que organizó en su casa días antes del plebiscito, al que invitó a Genaro Arriagada, y a un grupo de cercanos a la derecha liberal, entre los que se encontraban Andrés Navarro, Andrés Allamand, Jorge Carey, Ernesto Silva y Carlos Alberto Délano. Ese día participó, antes del asado, en la última manifestación de apoyo al No, y llegó a su casa cantando «Chile, la alegría ya viene» (eslogan del No).[cita requerida]
Después del plebiscito, cuando en la DC se discutía el nombre del candidato para la elección presidencial, se acercó a las precandidaturas de Andrés Zaldívar y de Eduardo Frei Ruiz-Tagle, pero la decisión de llevar a Aylwin de candidato dejó en nada estos acercamientos. El hecho de que la nómina de candidatos a Senadores estaba siendo llenada con militantes emblemáticos también influyó en su alejamiento.
Con respecto a Augusto Pinochet y su régimen, ha declarado que impulsaron al país hacia la modernidad y la apertura hacia el exterior, pero se declaraba en contra de las violaciones cometidas contra los derechos humanos. También participó en la campaña de oposición a la detención de Pinochet en Londres, ocurrida el 16 de octubre de 1998 por solicitud del juez español Baltasar Garzón. El 28 del mismo mes fue uno de los oradores principales en un acto en repudio a la detención, en que pronunció un discurso en que cuestionó la detención por razones humanitarias.
Una vez perdido el plebiscito, la derecha seleccionó como candidato para las elecciones presidenciales de 1989 al exministro de Augusto Pinochet, Hernán Büchi. Piñera fue seleccionado como el «generalísimo» (jefe de campaña), por sus dotes personales y por haber sido un partidario del «No». Sin embargo, no pudo desempeñarse cabalmente en el cargo, pues Büchi renunció sorpresivamente a su candidatura por una "contradicción vital" en mayo de 1989, y cuando decidió retomarla, en agosto del mismo año, lo hizo con Pablo Baraona como jefe de campaña. Finalmente el candidato de derecha perdió la elección con el 29,40 % de los votos, contra el 55,17 % que obtuvo Patricio Aylwin.
Aceptar ser el generalísimo de Büchi significó que «quemara sus barcos con la DC». Este «cambio de bando» le permitió tener un rol protagónico en la derecha sin haber militado en ella antes, conformando la llamada «Patrulla Juvenil» junto a Andrés Allamand, Evelyn Matthei y Alberto Espina.

### Senador

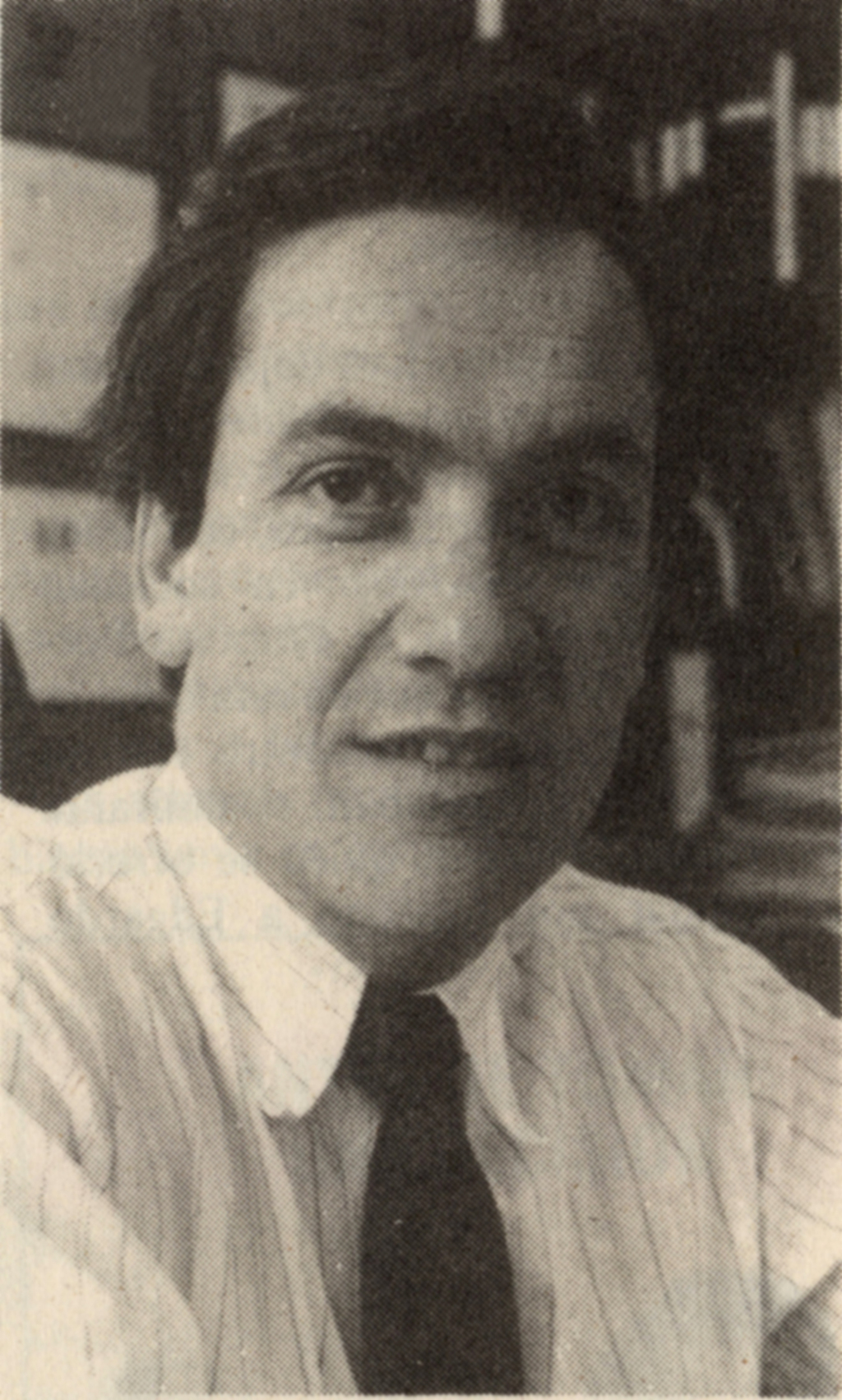
Sebastián Piñera en 1990, recién asumido como senador.

En paralelo con la elección presidencial se realizaron las elecciones parlamentarias, para que se conformara nuevamente el Congreso Nacional. Dada la nueva cercanía de Piñera con la derecha, Andrés Allamand le ofreció ser candidato a senador, pudiendo inscribirse al filo del plazo por la VIII Circunscripción (Santiago Oriente), como Independiente RN. Fue elegido con el 22,77 % de los votos, desempeñando el cargo de 1990 hasta 1998.
Tras su elección ingresó al partido Renovación Nacional. En el Senado integró las Comisiones de Hacienda, de Derechos Humanos, de Salud y Medio Ambiente y Bienes Nacionales.
Presentó 45 mociones en los ocho años que ejerció en el parlamento, resultando una aprobada, una encontrada inadmisible, 35 archivadas, siete rechazadas y una retirada, siendo esta última un proyecto de ley para extender hasta el último día de la dictadura de Augusto Pinochet (11 de marzo de 1990) la amnistía concedida a los autores de violaciones de los derechos humanos y otros delitos políticos. La amnistía original, concedida en el Decreto ley 2191 de 1978, rige para los crímenes políticos cometidos entre el 11 de septiembre se 1973 y el 10 de marzo de 1978.
Estuvo cerca de presentarse como candidato a la presidencia en 1993 de Chile por Renovación Nacional, pero un escándalo denominado «Piñeragate» o «kiotazo», seguido del polémico caso de conflicto de intereses conocido como Caso Chispas o «el negocio del siglo», lo harían cejar en este intento.

### Campaña presidencial de 1999 y presidencia de RN
Piñera fue proclamado candidato a la Presidencia por su partido para las elecciones de 1999, aunque tras cinco meses de campaña depuso su candidatura en favor de Joaquín Lavín, sin haber superado nunca el 5 % en las encuestas de intención de voto.
Piñera fue nombrado presidente de Renovación Nacional en 2001. Bajo su mandato el partido derivó más hacia la centroderecha, alejándose del pinochetismo. También modernizó la estructura interna del partido.
Se postuló para el cargo de senador en las elecciones parlamentarias de 2001, por la Región de Valparaíso Costa. Sin embargo, la UDI nombró como su candidato en esa circunscripción a Jorge Arancibia, quien negoció su cupo siendo aún comandante en jefe de la Armada de Chile. Al saberse la situación, el presidente Ricardo Lagos pidió a Arancibia su renuncia inmediata, y una vez renunciado, el excomandante en jefe continuó su campaña política. Piñera bajó su candidatura, a cambio de que Joaquín Lavín apoyase a los candidatos de RN durante la campaña parlamentaria, según una propuesta del mismo Lavín. Declaró que proceder de tal manera «apunta, básicamente, a mostrar un gesto de unidad que necesita ahora la Alianza por Chile», pues con ello Lavín apoyaría «a todos los candidatos de la alianza, en forma equitativa, y no solo a unos pocos, pues de hacerlo así origina división que no conduce a nada». Raúl Celis, quien fue finalmente el candidato de RN en la zona, no hizo campaña, como protesta a la manera en que fue bajado su correligionario Piñera.
En 2004, las tensiones generadas entre RN y UDI tras el Caso Spiniak provocaron una fuerte disputa entre Piñera y Pablo Longueira, quien entonces era presidente de la Unión Demócrata Independiente. Para evitar un conflicto mayor en las cercanías de las elecciones municipales que se aproximaban, Lavín aconsejó a Piñera y Longueira a renunciar a sus cargos de presidentes de sus respectivos partidos.

### Candidatura presidencial de 2005

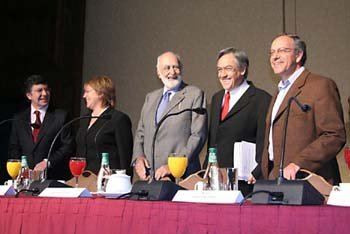
Los candidatos en un foro de Fundación Paz Ciudadana. De izquierda a derecha están Joaquín Lavín, Michelle Bachelet, Agustín Edwards Eastman (moderador), Sebastián Piñera y Tomás Hirsch.

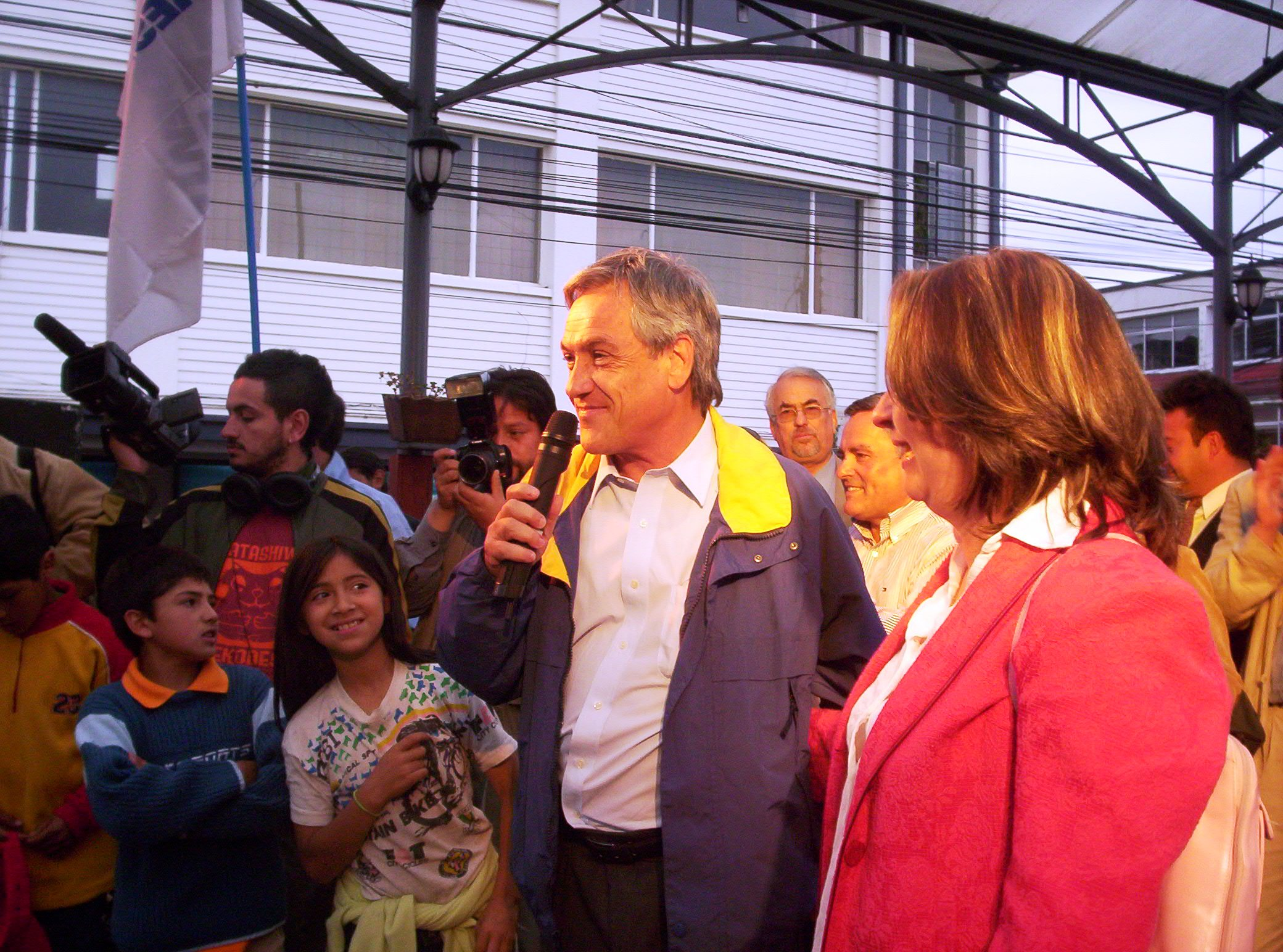
Sebastián Piñera en Puerto Varas, en su campaña para la segunda vuelta de 2006.

El 13 de mayo de 2005, durante un polémico Consejo Nacional de Renovación Nacional donde se enfrentaron piñeristas y lavinistas del partido, Piñera fue proclamado como el candidato para las elecciones presidenciales que se celebrarían en diciembre del mismo año, con el apoyo de más de dos tercios de los casi 400 delegados presentes. Su candidatura acrecentó los quiebres existentes en su colectividad, siendo calificado por Jovino Novoa, presidente de la UDI como un factor de división dentro de nuestro sector, por competir con Joaquín Lavín, el único candidato de la Alianza hasta el momento, y que se había abstenido de repostularse como alcalde de Santiago para prepararse como candidato para esta elección. Lavín le propuso realizar primarias para elegir al candidato único de la Alianza, cosa que Piñera rechazó.
Días después de su proclamación, Piñera renunció a los directorios de las empresas en que participaba, para concentrarse en su campaña, aunque los efectos reales de la medida fueron puestos en duda por Joaquín Lavín, quien recalcó que continuaría siendo propietario de ellas.

#### Resultados
Con el correr de los meses, Piñera logró crecer en su respaldo y quedó segundo en la elección presidencial del 11 de diciembre, por sobre Joaquín Lavín (25,41 % contra 23,23 %), y pasó a segunda vuelta, pues aunque Michelle Bachelet obtuvo la primera mayoría (45,96 %), no consiguió la mayoría absoluta necesaria para ser elegida en primera vuelta. Lavín ofreció su apoyo a Piñera para la campaña de segunda vuelta.
Antes de la segunda votación hubo controversia al saberse que Piñera había incluido datos falsos en su currículum público. Puso que se había graduado «con honores máximos» de su doctorado, en circunstancias de que Harvard no entrega «honores» a sus graduados, y que había sido «profesor de economía», cuando había tenido el cargo de «teaching fellow» (similar al de «ayudante»). También se supo que no se conservan registros de que haya tenido aquel cargo en Harvard, aunque tales registros no son rigurosos. Después de hacerse público el asunto, se corrigieron los datos errados de su currículum. Durante el debate del 3 de enero de 2006 Piñera explicó que sí tenía documentos que acreditaban su posición de «teaching fellow».
En la última recta de las elecciones, acusó y emplazó fuertemente al presidente Ricardo Lagos y a su gabinete ministerial de «blindaje político» e «intervencionismo electoral», luego de que Lagos hiciera giras por las regiones donde su correligionaria Bachelet obtuvo menor votación en la primera vuelta.
Piñera no pudo revertir el resultado de la primera vuelta, perdiendo la elección ante Michelle Bachelet (53,50 % contra 46,50 %), habiendo obtenido 139 908 votos menos que los conseguidos entre él y Joaquín Lavín en primera vuelta, representando una caída de 2,14 %.

### Primer gobierno de Michelle Bachelet

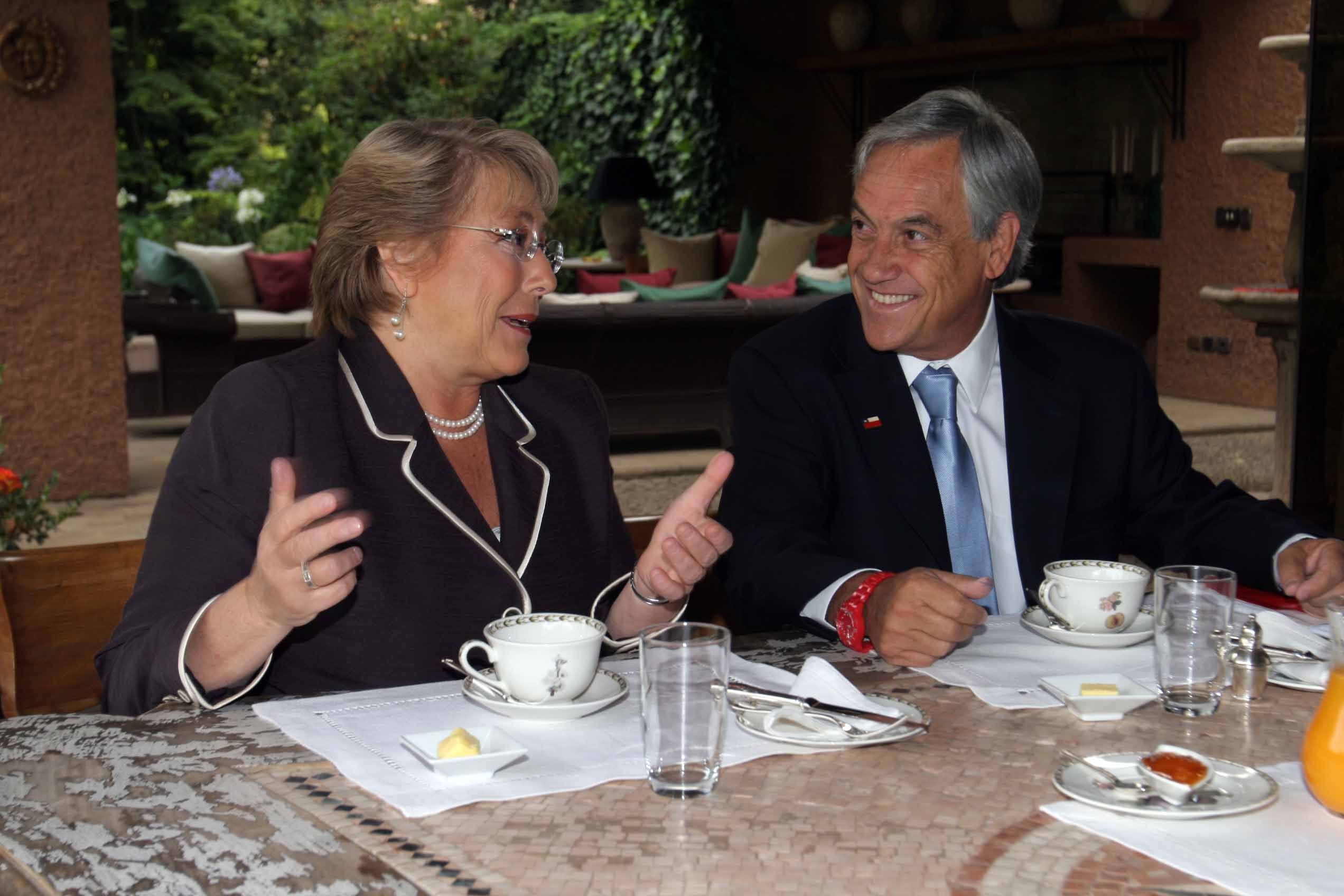
Sebastián Piñera, en ese entonces presidente electo, junto a la presidenta Michelle Bachelet.

En septiembre de 2008 se supo que Piñera había recibido información de vínculos entre grupos extremistas mapuches y las FARC, que fue presentada ante tribunales por el senador de RN Alberto Espina. La información la habría obtenido durante un viaje que realizó a Colombia en julio de ese año, de manos de un «alto funcionario de Gobierno colombiano», y correspondería a correos electrónicos recuperados del computador portátil del líder de las FARC Raúl Reyes, abatido en febrero de 2008, y habría sido desclasificada con la intención de presionar al Gobierno chileno a tomar medidas sobre el asunto. El ministro del Interior Edmundo Pérez Yoma y el director de la Agencia Nacional de Inteligencia (ANI), Gustavo Villalobos declararon ante la Cámara de Diputados que Piñera habría sido víctima de una operación de inteligencia del Gobierno colombiano, y que los datos que le entregaron habían sido recibidos por la ANI en mayo de 2008, que no informaron a los tribunales porque «los mails (sic) en sí mismos no valen nada judicialmente», y porque se estaba realizando una investigación de inteligencia, en las que «se tiene que buscar [la información] con mucha delicadeza». En febrero de 2009 Sabas Chahuán, el Fiscal Nacional de Chile, descartó cualquier vinculación de chilenos con las FARC, según la información recibida por el Ministerio Público.
En abril de 2009 protagonizó dos incidentes bochornosos, el primero de los cuales ocurrió el día 14, cuando asistió al velatorio de María José Esquivel, una adolescente asesinada en un bus del transporte público. Luego de ser recibido por la madre de la menor, fue echado a gritos de la casa por otros familiares, que consideraron que estaba haciendo un aprovechamiento político de su dolor. La visita, gestionada por Joaquín Lavín, fue duramente criticada por el Gobierno y otras entidades. El segundo incidente ocurrió menos de una semana después cuando declaró en una entrevista radial que Ema, hija de Andrés Velasco, ministro de Hacienda, «si no hubiera sido hija del ministro Velasco, se habría muerto», haciendo referencia al rescate de emergencia ocurrido cuando la niña tuvo un accidente en una piscina. La niña, de 2 años, se encontraba en coma inducido al momento de las declaraciones. Andrés Velasco le respondió que «No se juega con la tragedia de una niñita y de su familia», mientras que Belisario Velasco lo acusó de tener «incontinencia verbal». El subsecretario del Interior, Patricio Rosende, declaró que «en lo que corresponde a las acciones de rescate que realizan Carabineros y los servicios de salud, ellos están abiertos a todos los habitantes de Chile, pobres y ricos, que vivan en Arica o en Punta Arenas». Piñera calificó las críticas de «aprovechamiento político».

### Candidatura presidencial de 2009
El nombre de Sebastián Piñera fue seleccionado por la directiva de Renovación Nacional como el de su candidato para las elecciones presidenciales de 2009 días después de que este fuera derrotado en la segunda vuelta de la elección de 2005-2006. Piñera declaró que deseaba continuar en el servicio público, pues se sentía comprometido con quienes habían votado por él, aunque no sabía en qué cargo. Sin embargo, la mesa directiva de su partido estimó que era prudente que se mantuviese en segundo plano. Desde abril de 2007 comenzó a aparecer su nombre en encuestas de intención de voto para la siguiente elección presidencial, hechas por diversos medios, apareciendo como ganador en la mayoría de estas (véase anexo con las encuestas).

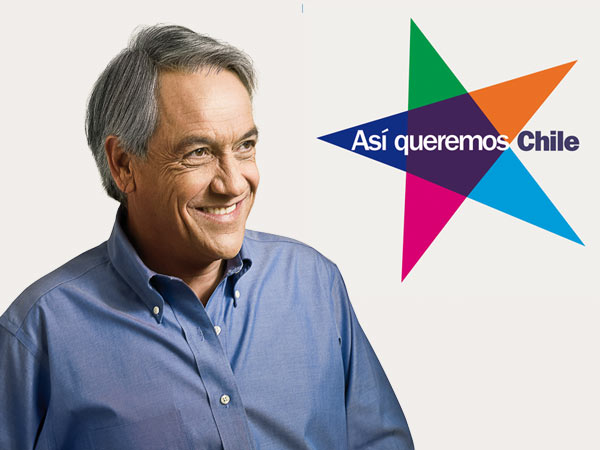
Afiche de campaña de Sebastián Piñera, con el emblema de la Coalición por el Cambio.

Aunque la UDI no designó un candidato propio, durante 2006 se supo de las precandidaturas de Pablo Longueira y Jacqueline van Rysselberghe, sin que ninguna recibiera mucho apoyo dentro de su partido. por lo que la campaña de Piñera se desarrollaba sin amenazas reales ni rivales serios dentro de su sector.
Longueira fue el único que oficializó su precandidatura, aunque la bajó en mayo de 2007, sin que la UDI levantara otra en su reemplazo. La falta de candidato pesaba dentro de la UDI, sin que se dejase de nombrar posibles candidatos, como Joaquín Lavín, Evelyn Matthei y Hernán Larraín. El partido se puso en 2007 la fecha límite de abril de 2009 para nombrar a su candidato, y al no tenerlo al cumplirse el paso, declararon que no levantarían un candidato paralelo a Piñera.
Pablo Longueira se retiró del comando de Piñera a mediados de abril de 2009, para dedicarse, según dijo, a la campaña parlamentaria. Después declaró en una entrevista que a Piñera le faltaba credibilidad, y compromiso con la pobreza y los problemas sociales del país. Coincidentemente se retiró del comando alrededor de la misma fecha Manuel José Ossandón, alcalde de Puente Alto, criticando «errores garrafales» de la campaña de Piñera, como la visita al velorio de María José Esquivel.

#### Candidato de la Coalición por el Cambio
En mayo de 2009 el senador Fernando Flores, exintegrante del PPD y fundador de ChilePrimero se unió a la campaña de Piñera, formando la llamada Coalición por el Cambio. Tal apoyo fue valorado por Piñera, pero no por algunos militantes de ChilePrimero, que dejaron el movimiento y se unieron a la candidatura de Marco Enríquez-Ominami. Flores declaró que su apoyo se debía a que «Chile necesita un cambio y ese cambio no lo puede dar la Concertación», y que «a la candidatura de Piñera le hacía falta una fuerza progresista», aunque dejó claro que «si no me gusta la Coalición por el Cambio, en tres meses más me salgo».
Tras el dictamen de la Contraloría de junio de 2009, que prohibió la entrega gratuita de la pastilla del día después en los municipios, Piñera se declaró a favor de apoyar en su posible futuro gobierno «una ley para permitir la distribución del medicamento», y que esa postura era compartida por muchos de los parlamentarios de la Alianza. Marco Antonio Núñez, diputado PPD y presidente de la comisión de Salud de la Cámara Baja, declaró que tal postura era «oportunista», y que fueron 36 parlamentarios de la Alianza quienes solicitaron la prohibición del medicamento. El Gobierno, en respuesta al dictamen de Contraloría, pidió una reconsideración, e informó que enviaría un proyecto de ley para garantizar el derecho a la anticoncepción, para el cual Piñera dio «libertad de acción» a los parlamentarios de la Alianza en su votación, pidiéndoles que «actúen de acuerdo a su propia conciencia y su propia libertad».
Aunque formó los denominados «grupos Tantauco» para conseguir apoyo en realización de su programa, Piñera no era considerado un hombre de trabajo en equipo. Como declaró Herman Chadwick Piñera, dirigente de la UDI:

A Sebastián le cuesta mucho trabajar en equipo, porque lo sabe todo. Él forma equipos pero no los emplea. Los tiene solo porque es como una moda de la campaña. Pero Sebastián no va a hacer lo que el equipo le diga. El razonamiento que él hace es el siguiente: soy primero, estoy a diez puntos de Frei, ¿qué me va a enseñar otra persona?
Herman Chadwick Piñera

Durante el debate televisivo del 23 de septiembre moderado por Alejandro Guillier, transmitido por TVN, en que se enfrentaron todos los candidatos (Jorge Arrate, Marco Enríquez-Ominami, Eduardo Frei Ruiz-Tagle y el propio Piñera), fue duramente emplazado por Frei por haber sido mencionado en el Informe sobre Corrupción Global 2009 de Transparencia Internacional, (véase sección Carrera empresarial).
Pocos días antes de la segunda vuelta de la elección señaló que «lo más probable» era que, de ganar las elecciones, en su gobierno no hubiese nadie que haya sido ministro de la dictadura militar, porque su gobierno sería uno «mirando al futuro y que le abrirá las puertas a una nueva generación». Sin embargo, al día siguiente retiró sus dichos, luego de que Rodrigo Hinzpeter (su jefe de campaña) lo contradijera, señalando que a nadie se le iba a reprochar haber sido ministro de Augusto Pinochet. Las declaraciones habían generado rápidamente fuertes fricciones dentro de la Coalición por el Cambio, entre los sectores pinochetistas y los más lejanos a la figura del dictador, por lo que Piñera se vio obligado a cambiar sus dichos, argumentando que «no es un pecado» haber trabajado en la dictadura militar de Pinochet.

#### Resultados y sucesos posteriores

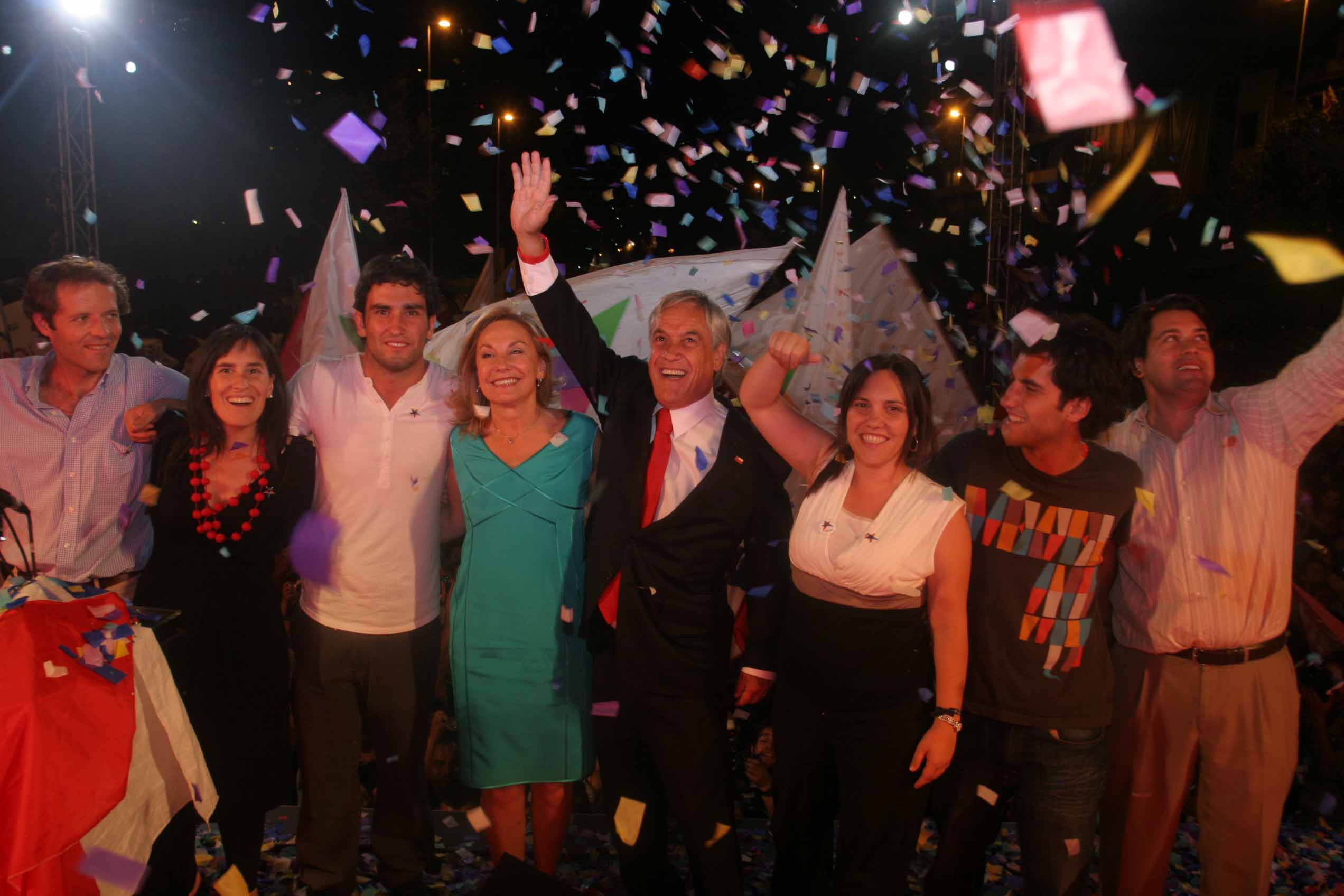
Piñera celebrando la elección junto a su familia.

El 17 de enero de 2010 en la segunda vuelta electoral de la elección presidencial, Piñera fue elegido presidente con un 51,61 % de los votos válidamente emitidos, superando a Eduardo Frei que obtuvo un 48,38 %, poniendo fin a 20 años de gobiernos de la Concertación.
El 29 de enero de 2010 fue proclamado oficialmente por el Tribunal Calificador de Elecciones como presidente electo, para el periodo constitucional de cuatro años, que se iniciaría el 11 de marzo de 2010. Ese mismo día anunció la ratificación, durante su gobierno, de Juan Gabriel Valdés (PS) como agregado presidencial para la misión chilena en Haití.
Piñera anunció el que sería su primer gabinete ministerial el 9 de febrero de 2010, en el Museo Histórico Nacional de Chile, el cual estaba compuesto de 16 hombres y 6 mujeres, siendo 4 militantes de RN, 4 de la UDI y 14 independientes.
El 12 de febrero de 2010 manifestó el respaldo de su administración al socialista José Miguel Insulza en su repostulación al cargo de secretario general de la Organización de los Estados Americanos (OEA).
Durante la campaña presidencial, Piñera propuso una privatización parcial de la minera estatal Codelco, conservando el 80 % de su propiedad en manos del Estado y vendiendo el 20 % restante. Sin embargo, antes del inicio del nuevo gobierno, Laurence Golborne, quien asumiría como ministro de Minería de Piñera, dijo que Codelco continuaría siendo estatal, y que no estaba en el programa de gobierno la inclusión de capitales privados a la empresa.
A pocas semanas del inicio de su gobierno, el 27 de febrero de 2010, un terremoto de magnitud 8,8 MW azotó al centro sur del país, el cual produjo, además, un fuerte tsunami que impactó las costas chilenas.

### Primer gobierno

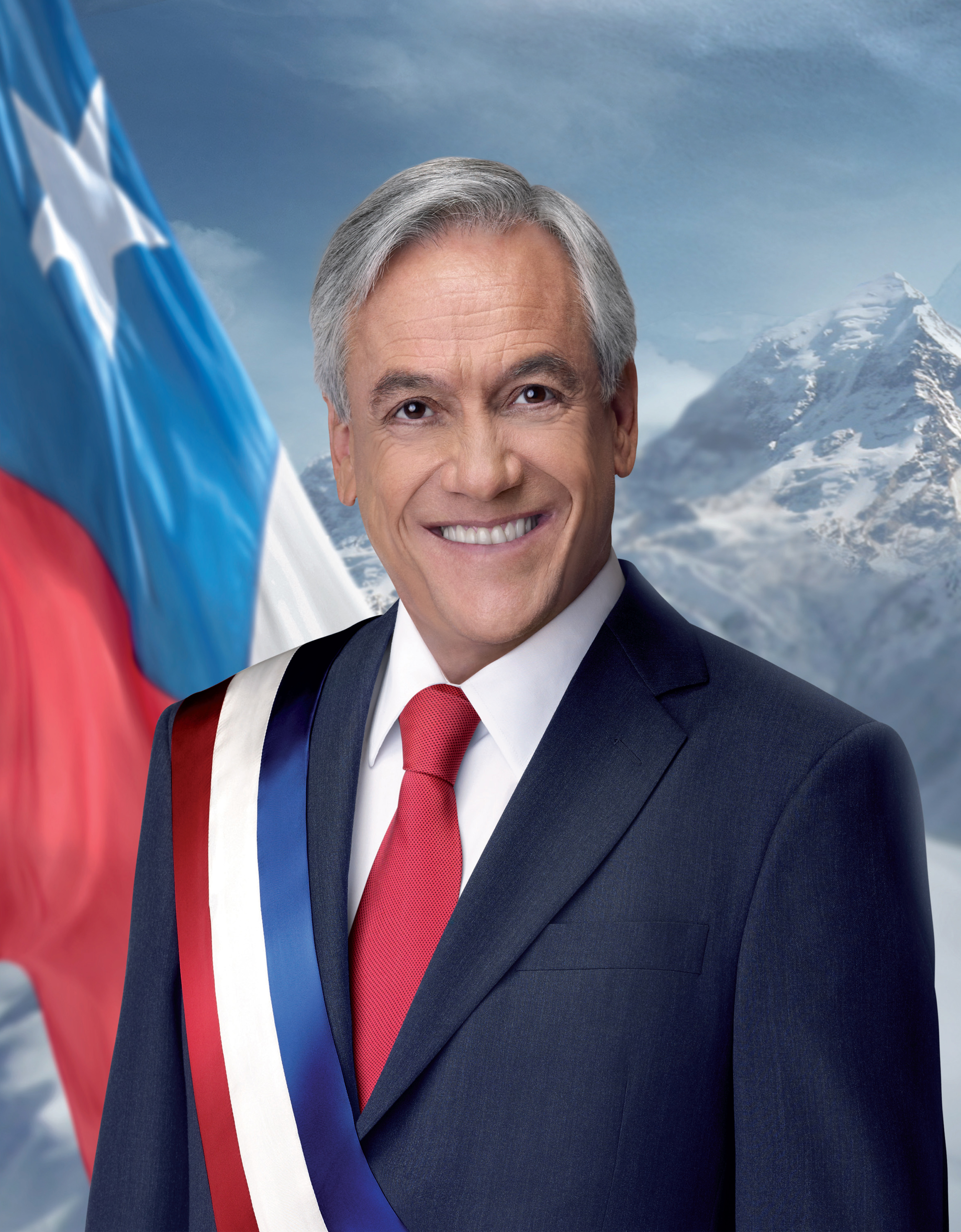
Retrato oficial del presidente Sebastián Piñera durante su primer gobierno.

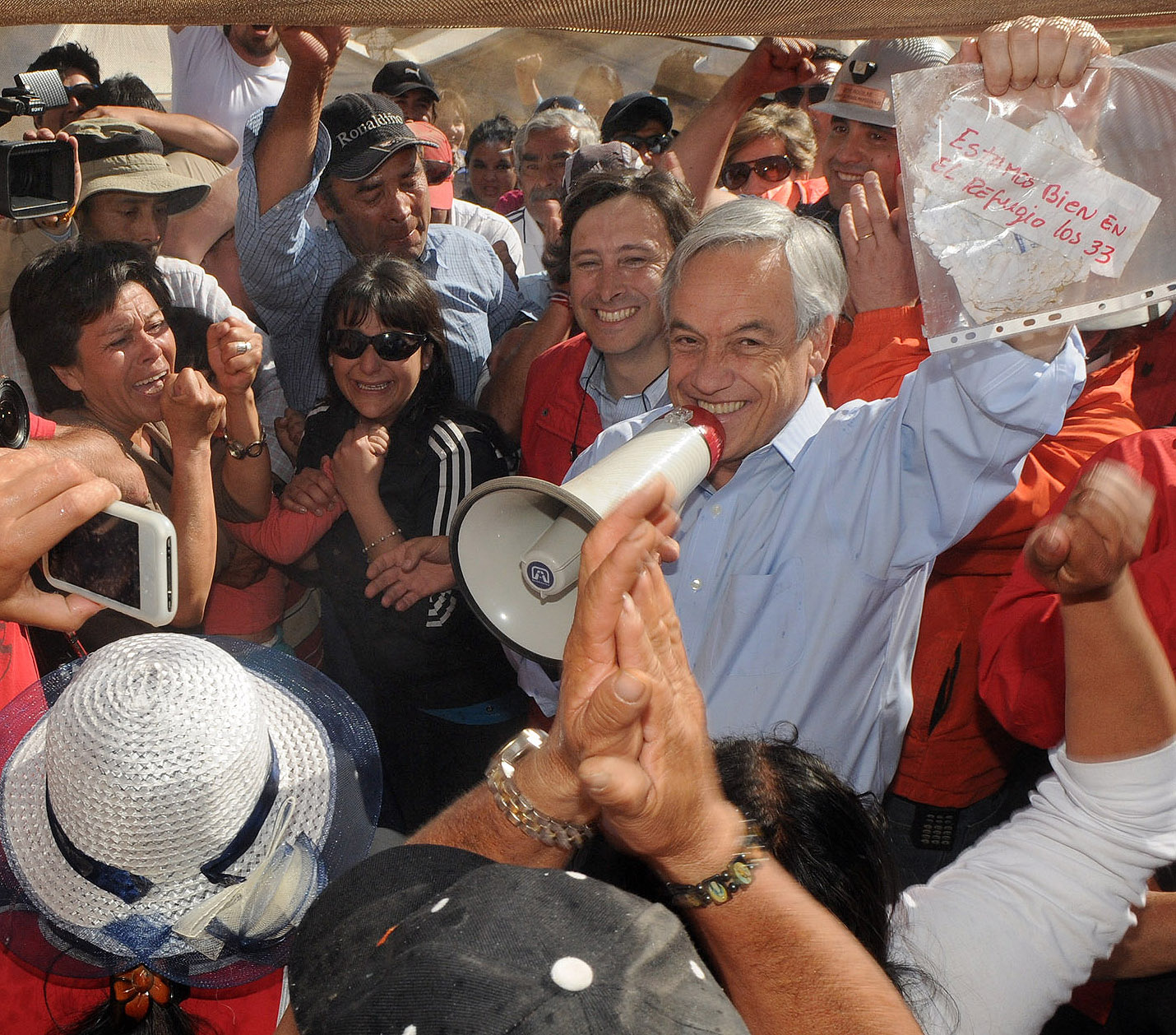
Piñera con el mensaje que reveló que los 33 mineros se encontraban con vida.

La ceremonia de cambio de mando, realizada al mediodía del día 11 de marzo de 2010, en el Salón de Honor del Congreso Nacional, a las 12:00 horas. Aunque fue la ceremonia de cambio de mando más austera (debido al reciente terremoto que había afectado al país), contó con la presencia de múltiples delegaciones internacionales. La ceremonia estuvo marcada por un nuevo terremoto de 6,9 grados que tuvo lugar a la 11:39 horas (UTC-3) y sus sucesivas réplicas.
Dentro de los hitos de su primero gobierno estuvo el rescate de la mina San José en 2010, año en que Chile vivió el Bicentenario, además del terremoto del 27 de febrero y la posterior reconstrucción del país tras este. La selección nacional de fútbol participó en la Copa Mundial de Fútbol de 2010 de Sudáfrica, se dio la aprobación de una reforma tributaria para la educación (aumentando los impuestos), la ley Zamudio, el cierre del penal Cordillera y la instalación en el discurso político del concepto «cómplices pasivos», el recibimiento del fallo de la Corte de La Haya sobre la delimitación marítima entre Chile y Perú en 2014, la ley de posnatal de seis meses, el envío de la ley de Acuerdo de Unión Civil, la creación de ChileAtiende, las leyes de inscripción automática, voto voluntario y primarias, la ley de elección directa de consejeros regionales, la eliminación cobro de 7 % de cotización en jubilados, la creación del ingreso ético familiar, el caso Luchsinger-Mackay, las protestas estudiantiles de 2011, además de protestas en la Patagonia chilena.
La primera dama, Cecilia Morel, estuvo a cargo del programa Elige Vivir Sano, además, durante el gobierno se creó el ministerio del Deporte y el ministerio de Desarrollo Social.

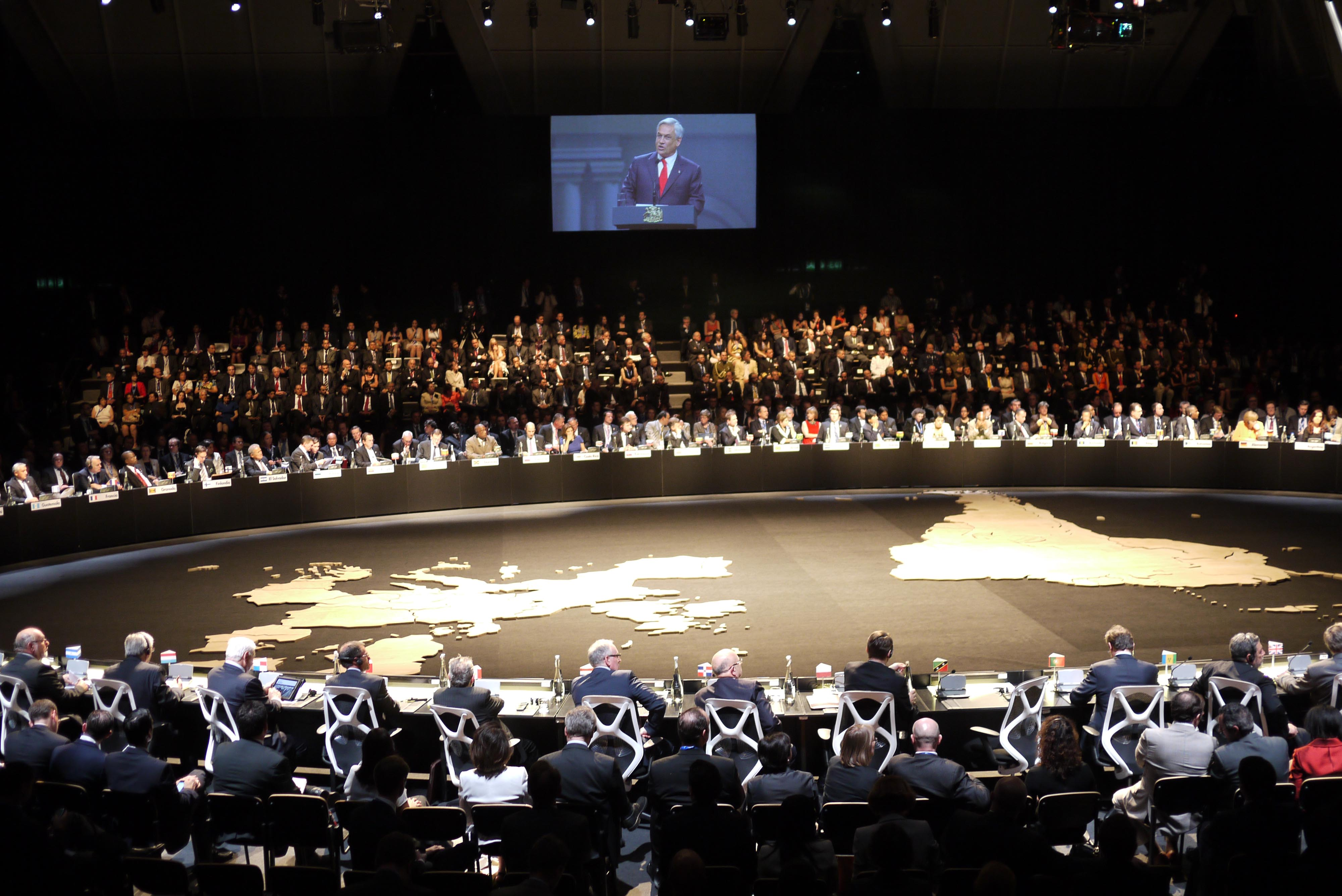
El Presidente Piñera hablando durante la Cumbre Celac-Unión Europea de 2013.

En 2013 se realizó la Cumbre Celac-Unión Europea en Chile en donde hubo un cruce entre Evo Morales y Piñera sobre la reclamación marítima del gobierno boliviano.
El 6 de junio de 2012 en el cerro Paranal, en el desierto chileno de Atacama, se constituyó formalmente la Alianza del Pacífico con la firma del tratado por los presidentes de Chile, Sebastián Piñera; Colombia, Juan Manuel Santos; México, Felipe Calderón; y Perú, Ollanta Humala.
También desde el primer gobierno de Piñera, Chile reconoce oficialmente al Estado de Palestina. Además el país participó en las negociaciones del acuerdo de paz entre el gobierno colombiano y las FARC-EP.

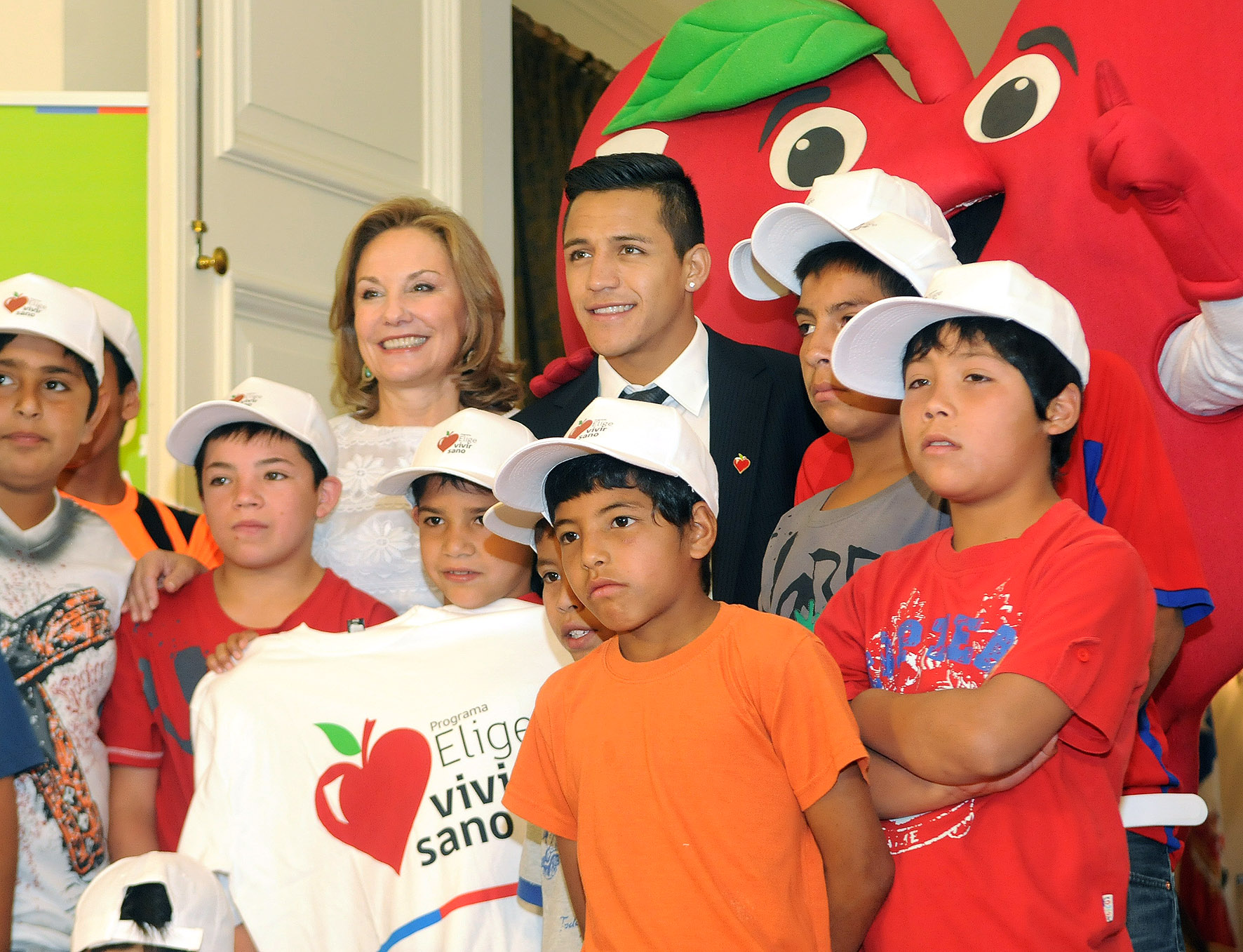
Alexis Sánchez promoviendo el programa Elige Vivir Sano junto a la primera dama Cecilia Morel.

El 2014, durante el final de su mandato, el presidente destacó la creación de 990 mil nuevos empleos, además de que el país estaba en condiciones de crecer económicamente entre un 6 o 7 %, además de la reducción de los índices de pobreza en el país.

### Actividad pública tras el primer gobierno

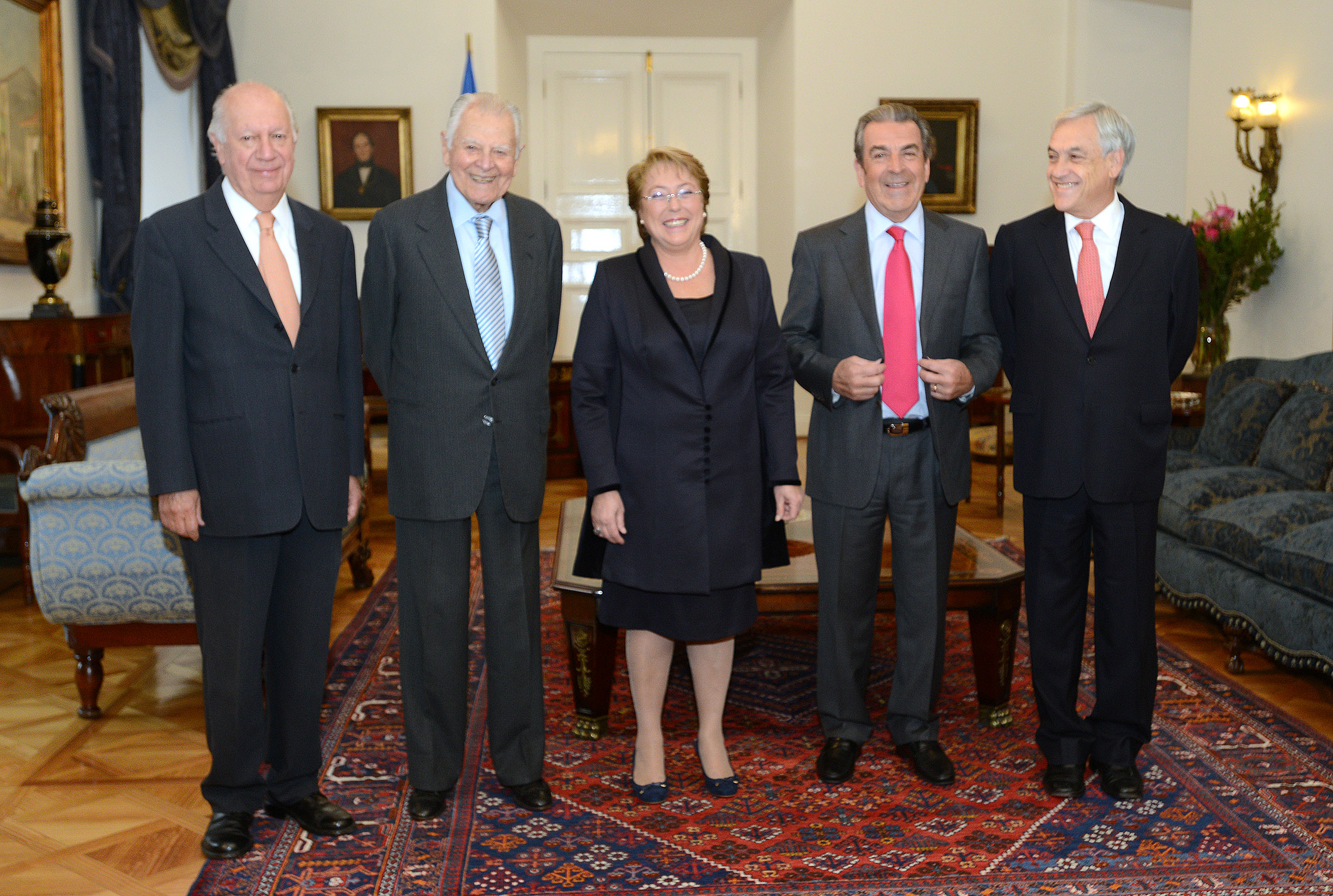
Piñera, junto a la presidenta Bachelet y a los demás expresidentes de Chile, en 2014.

Desde su salida del poder el 11 de marzo de 2014, Piñera se dedicó a la conformación de la Fundación Avanza Chile, un think tank de centro derecha que buscó jugar un rol importante en la oposición al gobierno de Michelle Bachelet. Además de Piñera, integraron el directorio de la fundación varios de sus exministros. Al mismo tiempo, el Expresidente participó de conferencias y seminarios.
En mayo de 2014 fue invitado a conformar el Club de Madrid.

### Candidatura presidencial de 2017
Piñera ganó la primera y segunda vuelta de la elección de 2017 con votos de centroizquierda, centro, centroderecha y derecha. Durante la campaña se hizo mucho énfasis en el anticomunismo con el eslogan de «Chilezuela» en referencia a la izquierda chilena en las redes sociales. Piñera recibió apoyo de su rival de derecha de la primera vuelta, José Antonio Kast, en la segunda vuelta.
Sebastián Piñera calificó la situación inmigratoria durante el segundo gobierno de Michelle Bachelet como un «desorden alarmante» refiriéndose a la situación de que gran parte de los inmigrantes entraron como turistas y permanecieron indefinidamente en el país hasta después que esta expiró y que ante esto el gobierno habría sido «permisivo». Prometió también bajar impuestos desde 27 % a 24 %, criticando la reforma tributaria de Bachelet. Piñera dijo que encabezaría una «derecha moderna».

### Segundo gobierno

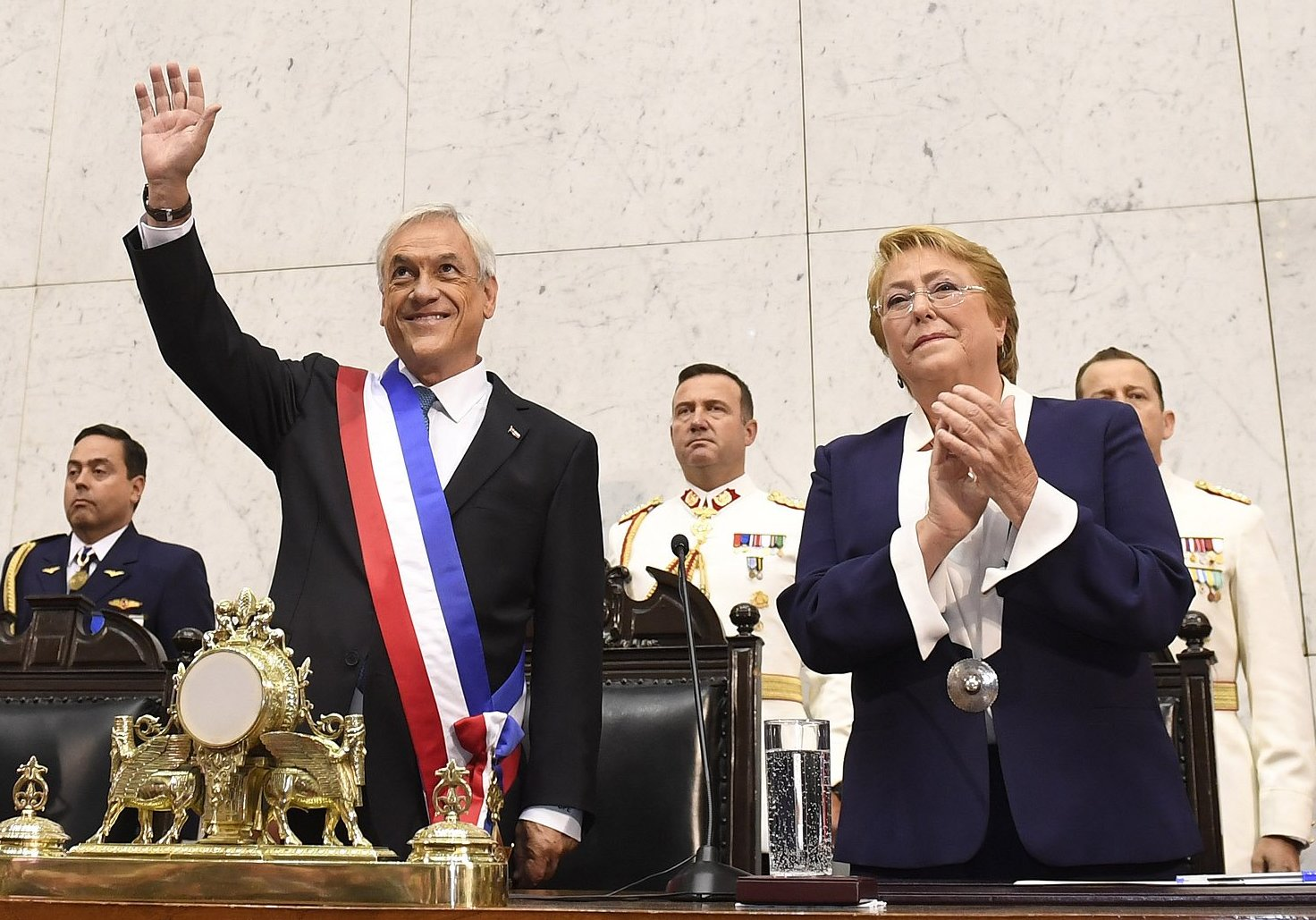
Sebastián Piñera asumiendo la presidencia por segunda vez, en 2018.

El segundo gobierno de Sebastián Piñera se inició el 11 de marzo de 2018 concluyendo el mismo día de 2022, fecha en que asumió su sucesor Gabriel Boric.
En marzo de 2018, apenas asumir y durante una entrevista con Deutsche Welle expresó «vamos a seguir recibiendo venezolanos en Chile, porque tenemos un deber de solidaridad y yo nunca olvido que cuando Chile perdió su democracia, Venezuela fue muy generosa con chilenos que buscaban nuevas oportunidades». El 9 de abril de 2018 anunció una nueva ley migratoria —aprobada en 2019—, con la cual se regularizó a 300 000 inmigrantes, se creó la «Visa de Responsabilidad Democrática» para migrantes venezolanos además de la «Visa consular de turismo simple» y el «Visado para fines humanitarios» para los oriundos de Haití, con el fin de regularizar la situación migratoria. En diciembre de 2018 su gobierno anunció que Chile no firmaría el Pacto Mundial sobre Migración. No obstante, suscribió el Pacto Mundial sobre Refugiados.
El 22 de febrero de 2019 se reunió con el líder de la oposición venezolana Juan Guaidó en Cúcuta, Colombia.

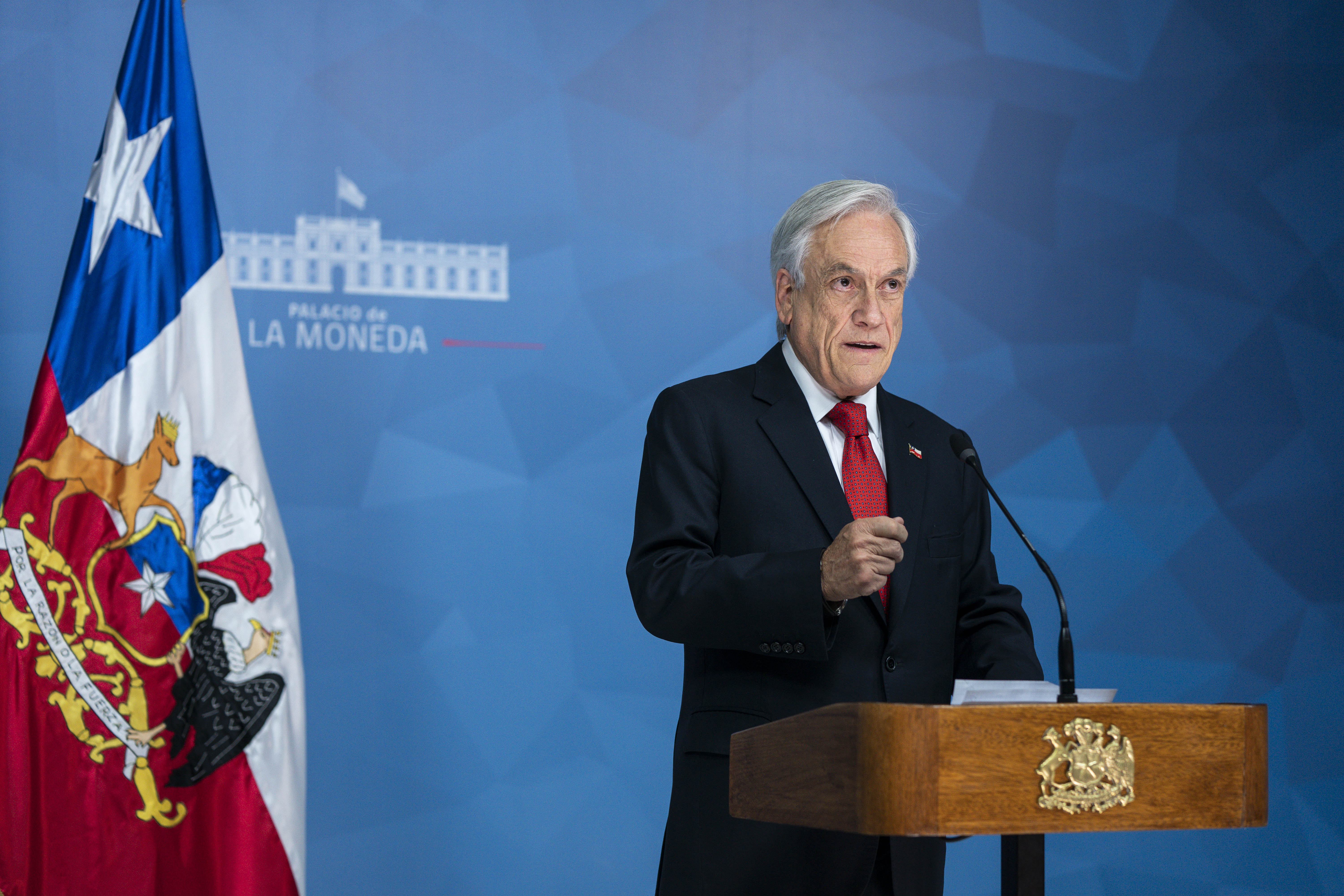
Piñera decretando el estado de emergencia durante la crisis política de octubre de 2019.

En octubre de 2019 vio el inicio de una serie de protestas en respuesta a las alzas del pasaje del transporte público en Santiago. Durante este evento, centenares de estudiantes se organizaron para realizar «evasiones masivas» en el Metro de Santiago. Con el paso de los días, el número de evasores aumentó, registrándose incidentes dentro de las estaciones del ferrocarril subterráneo. Asimismo, el 18 de octubre, fueron incendiadas un sinnúmero de estaciones del Metro de Santiago como también infraestructura pública y privada. Ante esto, Piñera declaró que Chile estaba «en guerra contra un enemigo poderoso». A las 00:13 horas del sábado 19 se dirigió al país informando las primeras medidas ante la crisis. Debido a la destrucción de la propiedad pública y privada, declaró el estado de emergencia para las provincias de Santiago y Chacabuco, además de las comunas de San Bernardo y Puente Alto. Las protestas pronto escalaron a millones de personas y a otras múltiples demandas sociales, incluyendo mejoras al sistema privado de pensiones (creado por su hermano José Piñera durante la dictadura), educación, salud, corrupción, entre otros. La represión aumentó, instalándose durante meses en distintas ciudades del país estados de excepción y toques de queda. Asimismo, Carabineros de Chile y el Ejército de Chile registraron múltiples mutilaciones oculares sobre la población, así como prácticas que fueron consideradas como uso excesivo de la fuerza, y a partir de lo cual muchos pidieron la renuncia del presidente. Piñera y sus ministros de Estado recibieron en su contra querellas criminales y penales por presuntos delitos de lesa humanidad. Las investigaciones realizadas por organizaciones como Amnistía Internacional, la Comisión Interamericana de Derechos Humanos, Human Rights Watch y la Oficina del Alto Comisionado de las Naciones Unidas para los Derechos Humanos determinaron la ocurrencia de graves violaciones a los derechos humanos cometidas por funcionarios del Estado chileno, aunque la Fiscalía descartó que estas hubiesen sido «sistemáticas». Durante esta crisis el presidente promovió el «Acuerdo por la Paz» que hizo posible el plebiscito constitucional de 2020 y otras reformas para acabar de manera institucional con la misma.
Tras conocerse el primer caso de la COVID-19 en Chile el 3 de marzo de 2020, decretó, el 18 de marzo de 2020, el «estado de excepción constitucional de catástrofe» en todo el territorio nacional por 90 días.

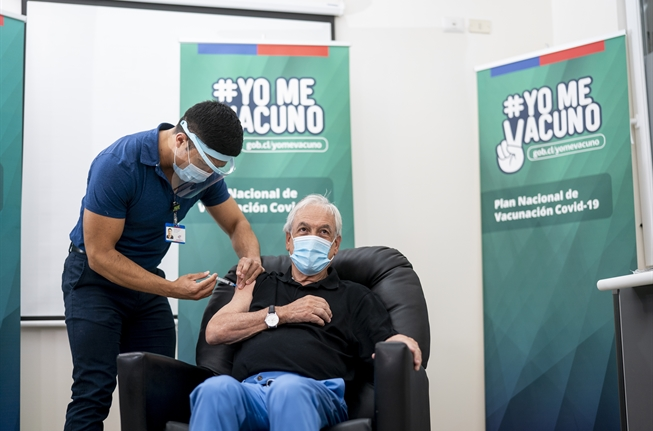
El Presidente Sebastián Piñera vacunándose.

Tras esto realizó gestiones para poner a Chile dentro de los países con mayor número de vacunados del mundo. Además la subsecretaria de Salud, Paula Daza, implementó el «pase de movilidad» restringiendo actividades como asistir a restaurantes, gimnasios, cines y al turismo a quienes no estuvieran con la última vacuna indicada por el Ministerio de Salud.
Fue criticado por sectores de la derecha política por apoyar políticas progresistas como el «matrimonio igualitario», la ley de «identidad de género» y haber hecho posible el «Acuerdo por la Paz» el 15 de noviembre de 2019.
Durante el final de su mandato se promulgó la Pensión Garantizada Universal, la que benefició a 2,5 millones de chilenos.
En septiembre de 2023, en una entrevista en la radio argentina Mitre, indicó que el estallido social fue «un intento de golpe de Estado no tradicional a su gobierno». Asimismo, acusó que algunos sectores políticos toleraron y protegieron la violencia.

### Actividad pública tras el segundo gobierno

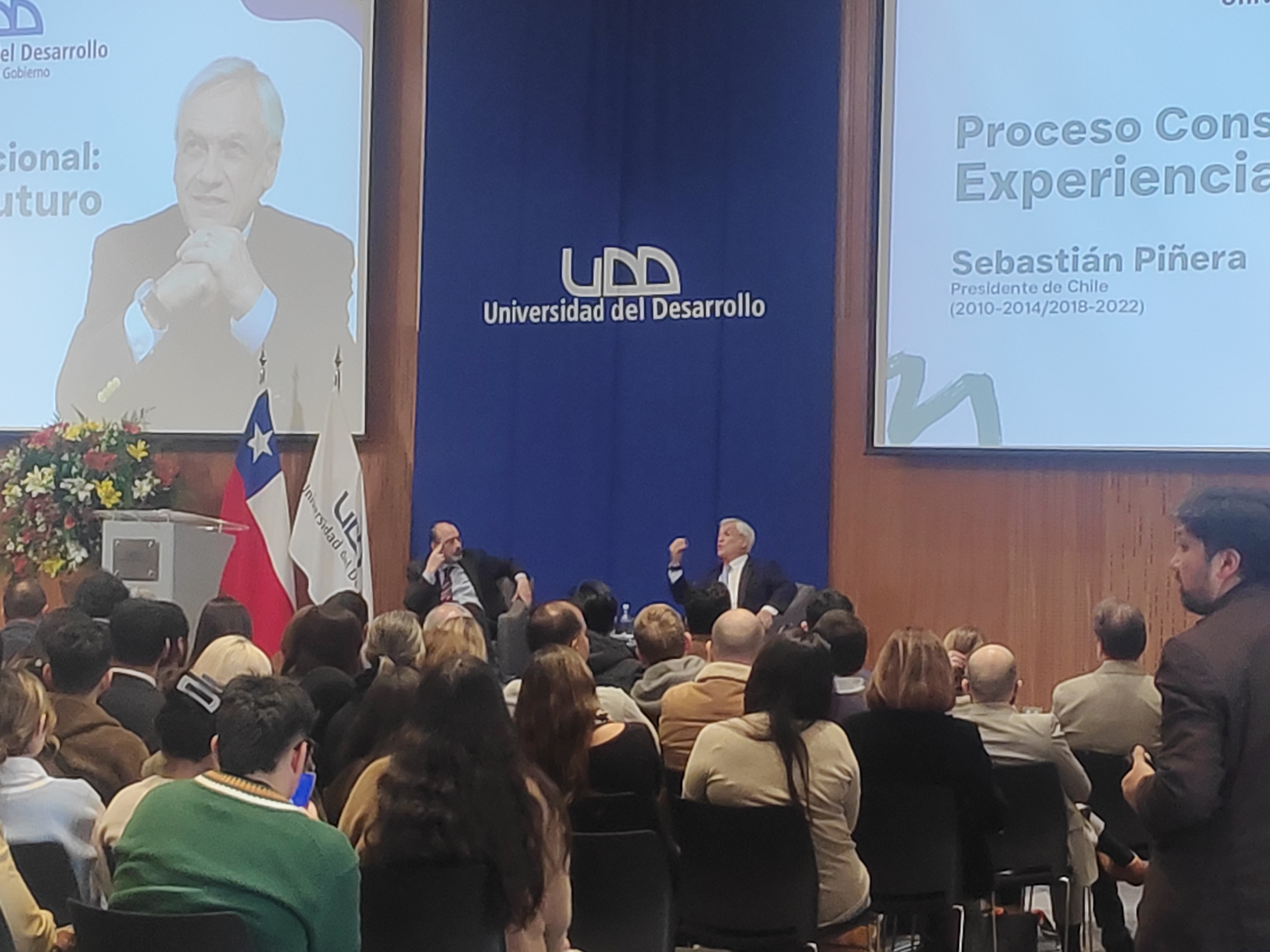
Visita del expresidente Sebastián Piñera a la Universidad del Desarrollo el 8 de agosto de 2023.

Durante el 2022 Sebastián Piñera tuvo un bajo perfil público, guardando silencio los primeros meses de gobierno de Boric y durante la campaña del plebiscito constitucional de 2022, algo que paulatinamente iría cambiando y a mediados de 2023 ya comenzó a participar públicamente en política nuevamente.
Durante una entrevista descartó una candidatura a un tercer mandato diciendo que «yo quiero ser un buen expresidente. Y un buen expresidente, lo que hace es contribuir a la unidad, a mejorar el nivel del debate, a favorecer el diálogo y los acuerdos, a denunciar las malas ideas -las que le hacen daño al país-, promover las buenas ideas y, ahora, yo quiero transformarme en una persona que se las juegue por las grandes causas». Además, tuvo un repunte de popularidad en las encuestas y el mismo Presidente Boric lo comenzó a llamar «un demócrata».
A su vez, continuó participando activamente en política, proponiendo un símil de la Concertación, pero abarcando desde el partido Amarillos hasta el Republicano. También criticó a Boric diciendo que: «No conduce al país por el camino adecuado».
Ese mismo año habló sobre la crisis política de 2019 diciendo «La izquierda no condenó la violencia y buscó derrocar al presidente» y que «fue un golpe de Estado no tradicional».
En el contexto del 50° aniversario del 11 de septiembre de 1973 afirmó que «el gobierno de Allende no respetó los principios de la democracia». También firmó la carta hecha por el presidente Boric junto a los otros Expresidentes titulada «Por la democracia, siempre», desafiando a su coalición Chile Vamos. También se reunió con Boric en La Moneda el primer día del mes.
En el plebiscito constitucional de Chile de 2023 votó «a favor» y además expresó a finales de 2023 que Evelyn Matthei era la «mejor figura presidencial» de su sector político.
Durante los incendios forestales en Chile de 2024, el expresidente Piñera puso a disposición a su equipo de trabajo de sus administraciones para coordinar la ayuda a los damnificados con el gobierno de Gabriel Boric, con quien sostuvo llamados telefónicos, incluso días antes de su fallecimiento.
El 19 de enero de 2025, Criteria dio a conocer una encuesta de opinión pública que sitúa al exmandatario fallecido como el presidente mejor evaluado de los últimos 35 años

## Controversias

### Piñeragate
El hecho ocurrió el 23 de agosto de 1992 cuando Ricardo Claro transmitió en vivo, durante un programa político del canal de televisión de su propiedad, Megavisión, una conversación telefónica grabada clandestinamente por agentes de inteligencia del ejército. En ella Piñera daba instrucciones para que Evelyn Matthei, su correligionaria en aquel momento, fuera dejada en contradicción y como poco preparada en una entrevista televisiva, para acabar con sus aspiraciones presidenciales. La aparición de la grabación fue interpretada por Andrés Allamand como una maniobra del Ejército para terminar con la derecha liberal, que crecía exitosamente en aquel momento. Tras la polémica posterior ambos declinaron sus candidaturas. Dentro del mismo caso un hijo suyo fue secuestrado por algunas horas, hecho ocurrido en 1993, y que Piñera reconoció en 2003. El secuestro habría ocurrido para obligarlo a dejar de investigar sobre el espionaje telefónico del que fue víctima el año anterior.

### Caso Chispas: «el negocio del siglo»
En 1997 se produjo un escándalo bursátil y político que tuvo como protagonistas a la empresa española de energía Endesa, a la empresa chilena Enersis, que entonces fue comprada por la primera, y a los empresarios y políticos José Yuraszeck (UDI), miembro del directorio de Enersis, y Sebastián Piñera (RN), importante accionista de la misma, por entonces senador. Yuraszeck y sus exsocios vendieron los títulos de Enersis a Endesa por un monto sobrevalorado, en lo que también se conoció como «El negocio del siglo», que perjudicaba enormemente a los demás accionistas, entre ellos, a Piñera. Sin embargo, este último utilizó su calidad de senador para obtener por sus acciones más beneficios que los demás accionistas.
Por este fraude, Yuraszeck y sus socios fueron multados solo por 75 millones de dólares, siendo que sus ganancias obtenidas por el negocio ascendieron a los 400 millones.

### Parque Tantauco
A fines de 2004, Piñera compró en cerca de 6 millones de dólares unas 115 000 hectáreas de bosque nativo en la isla Grande de Chiloé, que corresponden al 15 % de su superficie, para construir el actual Parque Tantauco. El proyecto contempló desde un inicio la construcción de un parque abierto al público que incluyera la realización de excursiones, deportes y la observación de la naturaleza, que pudiera recibir unos 100 000 visitantes anuales. Durante 2006 y 2007 se implementaron lugares para recibir a los visitantes, además de que se construyeron senderos y zonas de acampada.
A pesar de que Piñera declaró que no había tenido mayores antecedentes sobre la existencia de algún conflicto dentro de los terrenos que había comprado, existía un amplio rechazo al proyecto de parte de las comunidades huilliches de la zona, lo que había sido cubierto por la prensa local. El rechazo provenía de las reclamaciones por los derechos «ancestrales y legales» que posee el pueblo huilliche sobre los territorios, estando estos últimos garantizados por el Tratado de Tantauco, capitulación firmada entre España y Chile en 1826, que dejaría los territorios en cuestión bajo dominio huilliche, según dice una carta abierta entregada a Piñera por el Consejo de Caciques Huilliches. Además la carta afirma que el cambio de nombre del territorio, bautizándolo como Tantauco, es una ofensa y una provocación a su pueblo.

### Acciones de LAN
En 2006, cuatro meses antes de acabar el gobierno de Ricardo Lagos y asumir la presidencia Michelle Bachelet, nuevamente Sebastián Piñera fue foco de polémica, esta vez en su calidad de miembro del directorio e importante accionista de la empresa de aerolíneas LAN Airlines, comprando acciones en 2006 a precios más bajos de lo normal, y en momentos extrañamente muy convenientes, lo que la Superintendencia de Valores y Seguros de Chile (SVS) reveló como un uso indebido de información privilegiada, no accesible a los demás compradores. Esta compra hizo que en septiembre de 2009, meses antes de las elecciones presidenciales de Chile de 2009-2010, Piñera apareciera en el informe internacional de corrupción efectuado por Transparencia Internacional.
En 2018, un exjefe de operaciones de Banchile Corredora de Bolsa aseguró tener guardadas tres horas de grabaciones de la compañía con Piñera, relacionadas con el proceso de compra y regateo de acciones. Dicha persona aseguró que no revelaría las grabaciones a menos que un juez se lo exigiera. De lo que se ha sabido de los registros, en ellos también aparecen involucrados Julio Ponce Lerou y los hermanos Cueto.

### Caso Publicam
A fines de 2006 el senador Guido Girardi estuvo involucrado en un escándalo de corrupción en su rendición de gastos electorales, en la cual se le acusó de presentar boletas y facturas falsas de empresas ficticias para desviar fondos públicos, hechos que se conocieron como el «Caso Publicam». Las campañas de Sebastián Piñera (RN) y la diputada Lily Pérez (RN) también fueron parcialmente financiadas a través de facturas falsas presentadas a la «empresa fantasma» Publicam. El Servel finalmente sobreseyó el caso de Piñera y Lily Pérez, determinando que ambos desconocían el origen de dichas facturas. La condena para el caso de Girardi, por otra parte, recayó exclusivamente en su asesor electoral, Ricardo Farías, debiendo cumplir una pena remitida de 541 días, así como el pago de 21 UTM (unos 700 mil pesos de entonces). El monto total por las facturas fraudulentas ascendió a los 55 millones de pesos.

### Conflictos de intereses en cartera ministerial

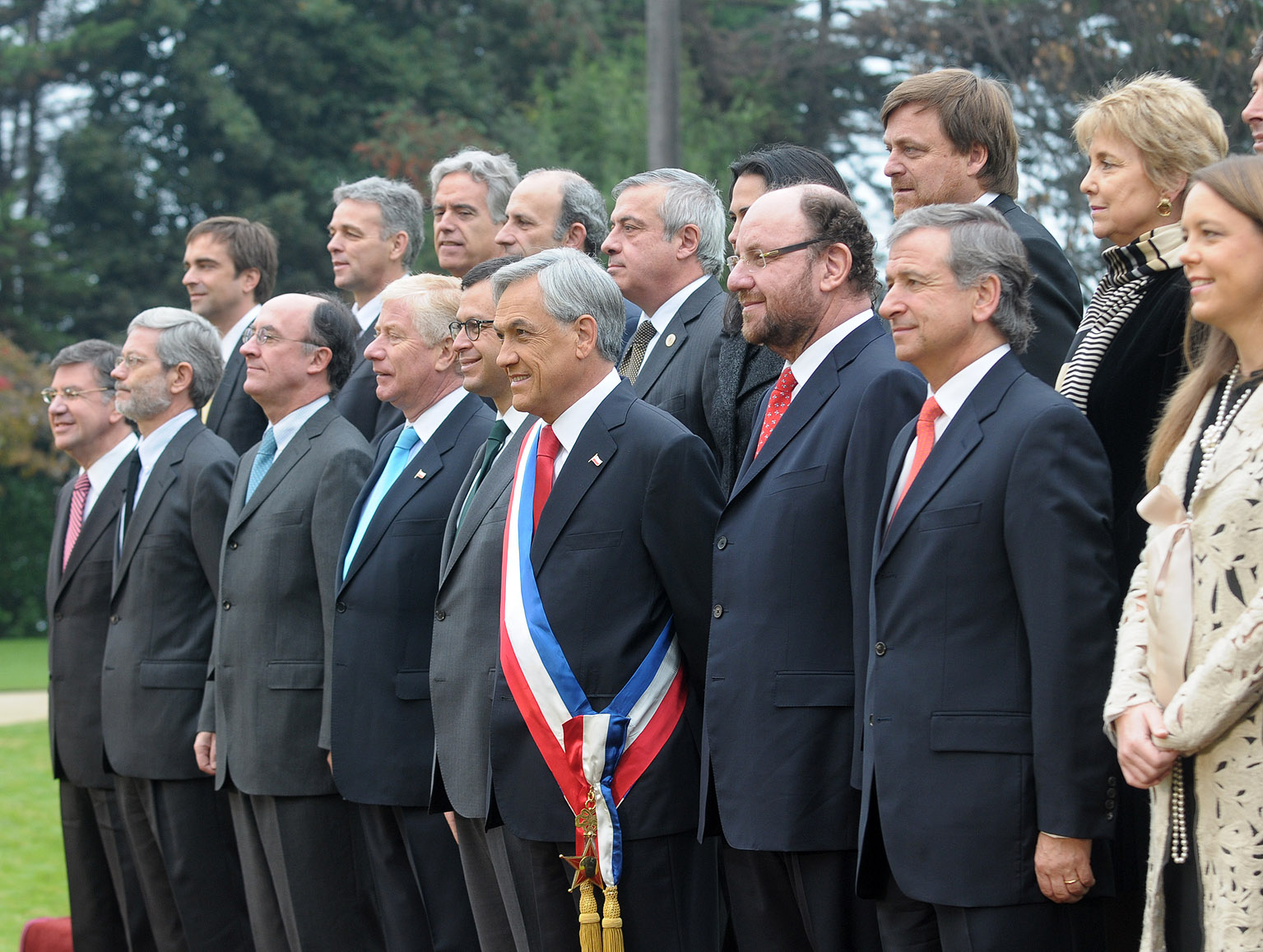
Sebastián Piñera y su cartera ministerial en 2010: Joaquín Lavín, abajo, izquierda; Felipe Larraín, abajo, derecha; Alfredo Moreno, a la derecha del mandatario.

Durante el primer gobierno de Sebastián Piñera (2010-2014) asumieron la cartera ministerial diversos empresarios del país, a algunos de los cuales se consideró que podrían tener conflictos de intereses con sus respectivas funciones públicas. Tales son el caso, al inicio de su mandato, de Joaquín Lavín como ministro de Educación, siendo uno de los propietarios de la Universidad del Desarrollo o Alfredo Moreno como ministro de Relaciones Exteriores, parte de los directorios de las transnacionales Walmart Chile y Falabella.
El 3 de abril de 2012, Jorge Bunster fue designado ministro de Energía en reemplazo de Rodrigo Álvarez Zenteno, produciéndose un debate debido a que siendo ya designado poseía $273 millones de pesos en acciones en Copec y Enersis, de las cuales se deshizo antes de asumir el cargo.

### Proyecto de Minera Isla Riesco
En abril de 2011, los diputados Carolina Goic (DC), Patricio Vallespín (DC), Enrique Accorsi (PPD) y Alfonso de Urresti (PS) junto a las organizaciones ambientales de Magallanes Alerta Riesco, Frente de defensa Ecológico Austral y OCDEF de Río Verde, denunciaron «presiones indebidas» y «serios conflictos de intereses» por parte de autoridades del Gobierno frente al Proyecto Minero de carbón a realizarse por la Minera Isla Riesco en Isla Riesco. Vallespín, miembro de la Comisión de Recursos Naturales, dijo que el estudio de impacto ambiental fue aprobado rápidamente (tras un año y medio de tramitación), a pesar de ser este «absolutamente insuficiente, incompleto, con metodologías inadecuadas, donde se usa información falsa», a juicio del diputado. Asimismo, añadió que las mayores presiones para su rápida aprobación habían sido lideradas por el entonces Presidente Sebastián Piñera. En noviembre de 2010, presentando el Plan Regional de Desarrollo y estando el proyecto todavía en etapa de evaluación, defendió abiertamente el proyecto, diciendo que generaría muchos empleos. Luego de este discurso los informes de evaluación ambiental dejaron de generarse y dos meses después el proyecto ya estaba aprobado.
La Minera Isla Riesco, sociedad anónima cerrada creada en 2006, se conforma por accionistas de Copec e inversores de Ultraterra Ltda. Piñera fue uno de los mayores accionistas individuales de la empresa Copec, con 785 609 acciones en 2011, equivalentes a más de 9,7 millones de dólares o el 0,06 % de la empresa. Algunos de sus ministros también se verían supuestamente beneficiados de este proyecto, tales como Felipe Larraín, que en el pasado había pertenecido al directorio de una sociedad relacionada con Copec, y Laurence Golborne, quien fue hace años gerente de AES Gener, empresa asociada a cinco termoeléctricas que se verían beneficiadas por el carbón explotado en Isla Riesco, aunque no queda claro cuál sería ese supuesto beneficio. La hermana de este último, Daisy Golborne, también sería accionista de Copec.

### Empresas zombis
Una investigación publicada por el Centro de Investigación Periodística (Ciper) en 2017, descubrió que diversas empresas que declararon cuantiosas pérdidas en el Servicio de Impuestos Internos (SII) en realidad no estaban en crisis, sino que compraban firmas en quiebra y utilizaban sus pérdidas para borrar utilidades y así evadir impuestos. Además de Sebastián Piñera, otros beneficiados con estas millonarias utilidades fueron miembros de la familia Cueto, los socios de Penta, sociedades de controladores de Falabella.

### Paraísos fiscales y patrimonio no declarado
En 2017, Piñera apareció en la revista Forbes con un patrimonio total de 2700 millones de dólares. Como parte de su candidatura presidencial, debió declarar su patrimonio, lo que hizo por un monto total de solo 600 millones. Entonces el Centro de Investigación Periodística CIPER Chile reveló que el candidato tenía un millonario patrimonio no declarado en el paraíso fiscal de Islas Vírgenes Británicas, donde en 2004 había creado una sociedad llamada Piñera Asociados, que dos años después se rebautizó como Inversiones Odisea Limitada. Esta sociedad fue creada con solo 18 millones de Sebastián Piñera, mientras que cada uno de sus hijos, varios de ellos por entonces menores de edad, figuraban con 4495 millones de dólares. Mediante este patrimonio no declarado, Piñera realiza una evasión fiscal internacional.

### EnjoyGate
El 11 de marzo de 2021, la periodista de investigación Alejandra Matus reveló a través de su cuenta de Twitter una acusación en contra de Sebastián Piñera y miembros cercanos de su familia, por conflictos de intereses con la empresa Enjoy S.A., propietaria de varios casinos de juego de Chile. La acusación aclara que Piñera había firmado un decreto que salvaba a la empresa de la quiebra, y le permitía gozar de facultades que otros casinos no tenían en medio de las restricciones de movilidad y apertura de negocios derivadas de la pandemia de COVID-19. La acusación se hizo conocida a nivel nacional gracias a la entrevista realizada a Matus en el programa de televisión de La Red Mentiras verdaderas. En enero de 2015, el hijo del presidente, Sebastián Piñera Morel, junto a José Miguel Bulnes, a través de su empresa BP Capital, compraron el 36,8 % de Inversiones Inmobiliarias Enjoy SpA, para desarrollar proyectos inmobiliarios. Durante 2017, BP Capital recaudó grandes sumas de dinero a través de bonos poco transparentes. Posteriormente, durante 2020 y en medio de la pandemia de COVID-19, se realizaron una serie de campañas de lobby que involucraban a la empresa Moneda Asset e importantes familias de empresarios, como los Piñera y los Cueto, así como Pablo Echeverría y Fernando Tisné. Todos estos hechos sirvieron como antecedentes para las investigaciones de Matus. El 21 de julio del 2021, la Contraloría General de la República descartó que haya incurrido en una ilegalidad.

## Fallecimiento, funeral de Estado y homenajes póstumos

Mapa del accidente aéreo ocurrido en el Lago Ranco.

El 6 de febrero de 2024 el exmandatario —quien poseía una residencia en el sector de bahía Coique, en la comuna de Futrono— había acudido junto a su hermana Magdalena, el empresario Ignacio Guerrero y Bautista Guerrero, hijo de este último, a un almuerzo en casa del empresario José Cox, ubicada en el sector de Ilihue, en la comuna de Lago Ranco. Para llegar hasta allá, Piñera pilotaba su propio helicóptero Robinson R44 matrícula CC-PHP. Tras la jornada emprendieron vuelo de regreso. Cuando llevaban unos 400 metros, la aeronave cayó a las aguas del lago Ranco en el sector de Ilihue.
A las 14:57 (UTC-3) Carabineros de Chile recibió el reporte de la caída del helicóptero, mientras las primeras informaciones señalaban que habría un fallecido y tres sobrevivientes (todos los acompañantes). José Cox cogió entonces el mando de su lancha, dirigiéndose al lugar del accidente para intentar ayudar.
El cuerpo del único fallecido —Sebastián Piñera— fue encontrado a un costado del helicóptero, sin cinturón de seguridad y a unos 28 metros de profundidad. Cercanos al Expresidente recalcaron que la visibilidad del vehículo pudo haber disminuido al verse empañados los vidrios. Entre el llamado de alerta y la entrega del cuerpo de Piñera a Carabineros transcurrieron menos de 40 minutos.

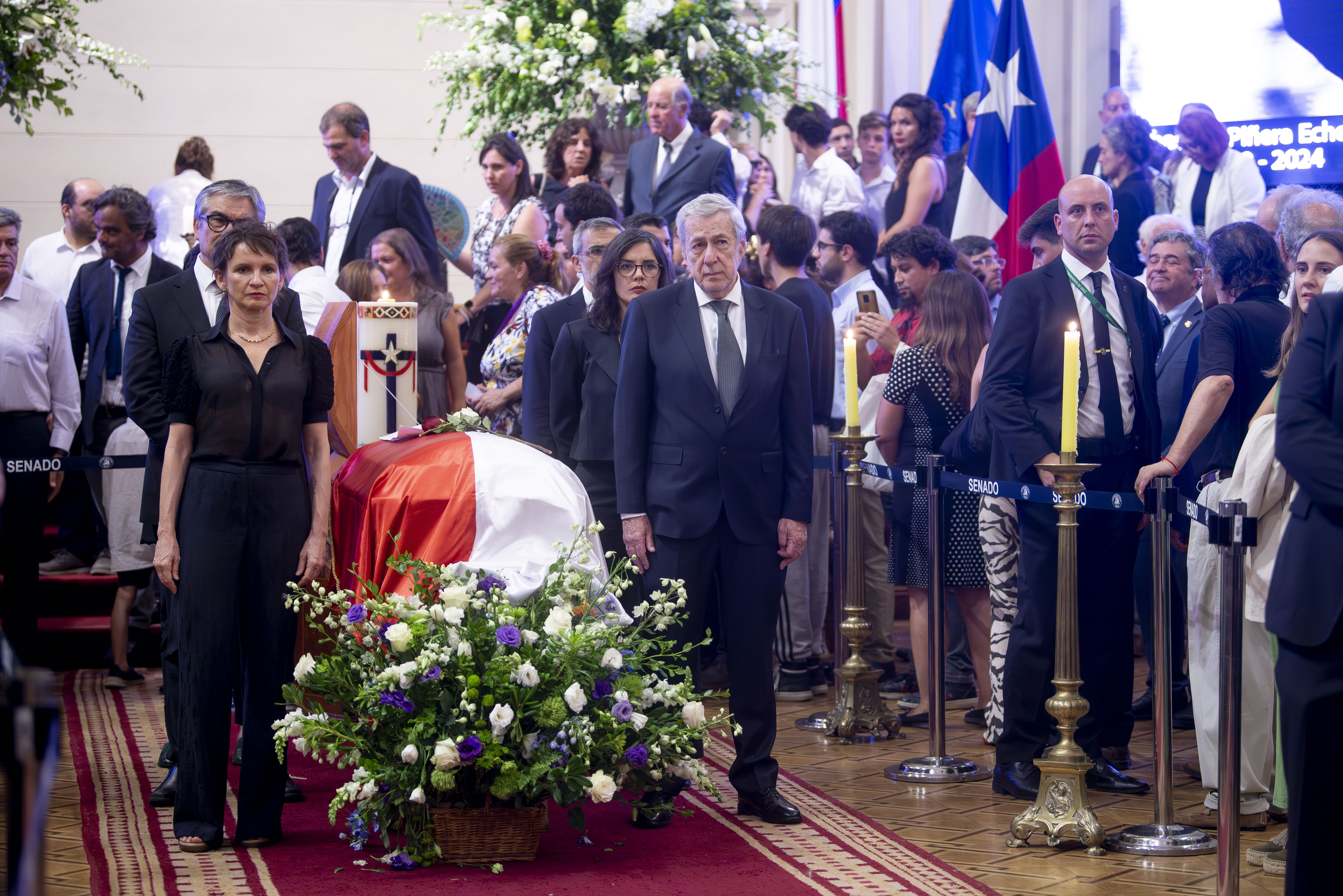
Ministros del gobierno de Gabriel Boric realizan una guardia de honor durante el velatorio de Sebastián Piñera en el palacio del ex Congreso Nacional de Chile.

El fallecimiento fue confirmado cerca de las 17:00 horas mediante un comunicado entregado por su propia oficina de prensa y con una vocería realizada por la ministra del Interior, Carolina Tohá. La Dirección General de Aeronáutica Civil corroboró que los otros tres ocupantes de la aeronave sobrevivieron. Tras hacerse oficial su deceso, el presidente Gabriel Boric decretó duelo nacional de tres días mediante cadena nacional emitida después de las 18:00 horas. En su mensaje también declaró funeral de Estado, para lo cual fue designado el ministro de Relaciones Exteriores, Alberto van Klaveren, como encargado del comité para su organización. Boric calificó a Piñera de «demócrata desde la primera hora».

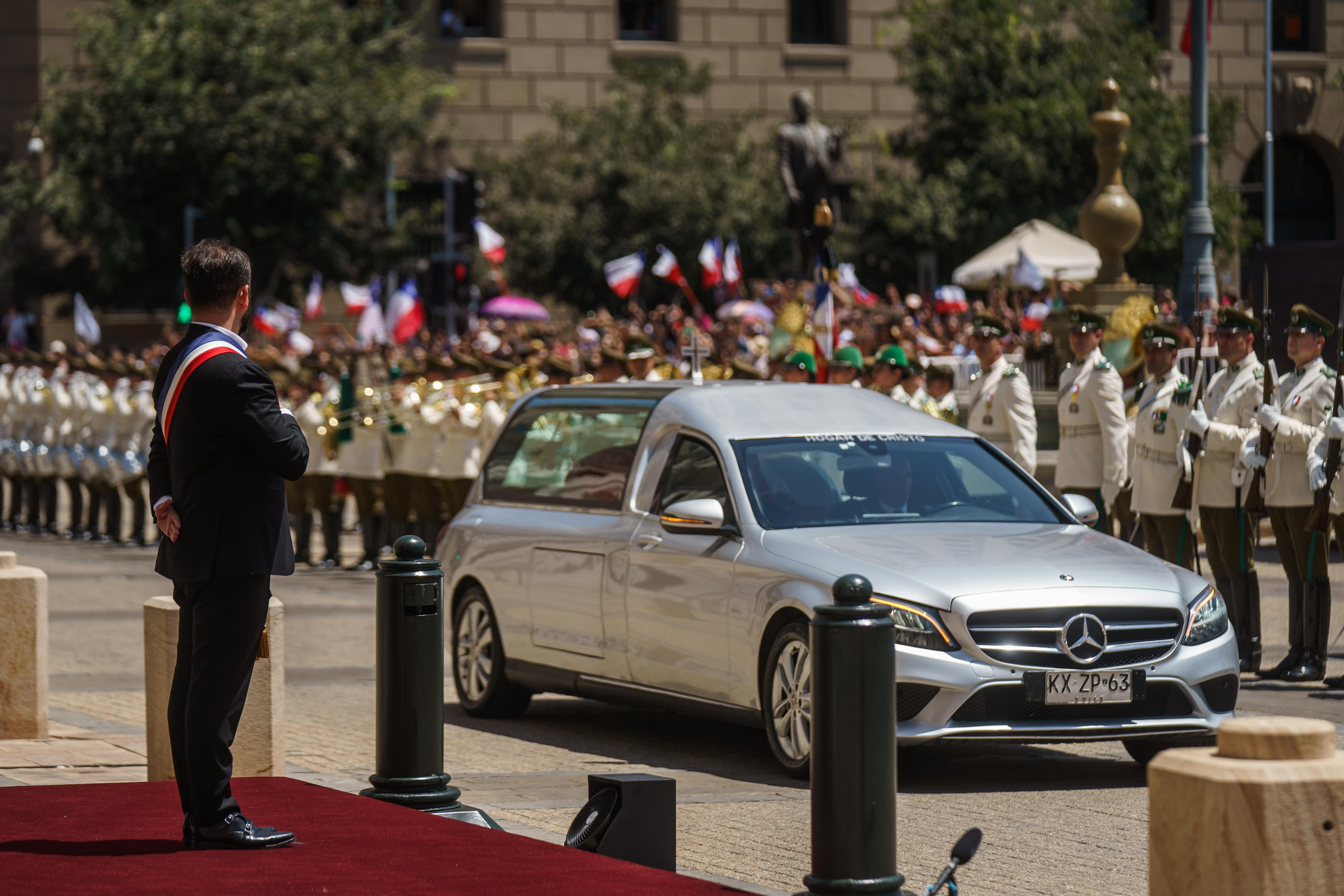
El presidente Gabriel Boric y la Guardia de Palacio realizan un homenaje a Sebastián Piñera en el Palacio de La Moneda.

Durante la tarde del mismo día, cientos de personas concurrieron hasta el domicilio del expresidente (ubicado en Las Condes) para expresar sus condolencias. Renovación Nacional, partido donde militó por más de 20 años, instaló un libro de condolencias en su sede ubicada en Providencia, tras lo cual se anunció la apertura al público de todas sus sedes a nivel nacional. Paralelamente se realizó un responso fúnebre en la capilla de bahía Coique, en Futrono, al cual asistió la viuda del exmandatario, Cecilia Morel. Durante horas de la noche, el cuerpo del expresidente fue trasladado desde Lago Ranco hacia Valdivia para proceder a la autopsia correspondiente, a cargo del Servicio Médico Legal.
El 7 de febrero de 2024, tras aplicarse la autopsia de rigor, se reveló que la causa de muerte fue asfixia por sumersión. Realizada la autopsia por el Servicio Médico Legal, el cuerpo fue retirado por su familia, dando paso al traslado desde Valdivia hasta Santiago.
Sus restos reposan en el Cementerio Parque del Recuerdo de Huechuraba junto a su hermano Miguel, en Santiago de Chile.

## Distinciones y condecoraciones

### Condecoraciones nacionales
- Gran Maestre de la Orden al Mérito de Chile ( Chile, 2010-2014/2018-2022).[355]
- Gran Maestre de la Orden de Bernardo O'Higgins ( Chile, 2010-2014/2018-2022).[355]

### Condecoraciones extranjeras
- Collar de la Orden de Isabel la Católica ( España, 2011).[356]
- Gran Collar de la Orden de Manuel Amador Guerrero ( Panamá, 2013).[357]
- Gran Collar de la Orden El Sol del Perú ( Perú, 2014).[358]
- Gran Cruz de la Orden de San Olaf ( Noruega, 2019).[359]

### Otras distinciones
- Llave de Oro de Madrid ( España, 2011)[360]
- Profesor Honoris Causa de la Universidad de Tsinghua ( China, 2019)[361]

## Historial electoral

### Elecciones parlamentarias de 1989
- Elecciones parlamentarias de 1989, candidato a senador por la Circunscripción 8, Santiago Oriente[362]

| Candidato                         | Pacto                      | Partido  | Votos   | %     | Resultado |
| --------------------------------- | -------------------------- | -------- | ------- | ----- | --------- |
| Eduardo Frei Ruiz-Tagle           | Concertación               | PDC      | 608 559 | 42,6  | Senador   |
| Sebastián Piñera Echenique        | Democracia y Progreso      | Ind. RN  | 325 238 | 22,77 | Senador   |
| María Elena Carrera Villavicencio | Concertación               | Ind. PS  | 221 080 | 15,48 |           |
| Hermógenes Pérez de Arce Ibieta   | Democracia y Progreso      | Ind. UDI | 208 292 | 14,58 |           |
| Sergio Vial Williams              | Liberal-Socialista Chileno | Ind.     | 42 633  | 2,98  |           |
| Carmen Sáenz Terpelle             | Partido Nacional           | Ind.     | 22 810  | 1,6   |           |

### Elecciones presidenciales de 2005 y 2006
Elecciones presidenciales de 2005 y 2006, para la Presidencia de la República
| Candidato                  | Pacto              | Partido | Votos (1.ª) | %     | Votos (2.ª) | %    | Resultado  |
| -------------------------- | ------------------ | ------- | ----------- | ----- | ----------- | ---- | ---------- |
| Michelle Bachelet Jeria    | Concertación       | PS      | 3 190 691   | 45,96 | 3 723 019   | 53,5 | Presidenta |
| Sebastián Piñera Echenique | Alianza por Chile  | RN      | 1 763 694   | 25,41 | 3 236 394   | 46,5 |            |
| Tomás Hirsch Goldschmidt   | Juntos Podemos Más | PH      | 375 048     | 5,4   |             |      |            |
| Joaquín Lavín Infante      | Alianza por Chile  | UDI     | 1 612 608   | 23,23 |             |      |            |

### Elecciones presidenciales de 2009 y 2010
Elecciones presidenciales de 2009-2010, para la Presidencia de la República
| Candidato                      | Pacto                    | Partido | Votos (1.ª) | %     | Votos (2.ª) | %     | Resultado  |
| ------------------------------ | ------------------------ | ------- | ----------- | ----- | ----------- | ----- | ---------- |
| Jorge Arrate Mac Niven         | Juntos Podemos Más       | PC      | 430 824     | 6,21  |             |       |            |
| Marco Enríquez-Ominami Gumucio | Nueva Mayoría para Chile | Indep.  | 1 396 655   | 20,13 |             |       |            |
| Eduardo Frei Ruiz-Tagle        | Concertación             | PDC     | 2 053 514   | 29,6  | 3 359 801   | 48,39 |            |
| Sebastián Piñera Echenique     | Coalición por el Cambio  | RN      | 3 056 526   | 44,05 | 3 591 183   | 51,61 | Presidente |

### Elección presidencial de 2017
Elecciones presidenciales de 2017, para la Presidencia de la República, primera vuelta
|  | 36,64 % |

|  | 22,70 % |

|  | 20,27 % |

|  | 7,93 % |

|  | 5,88 % |

|  | 5,71 % |

|  | 0,51 % |

|  | 0,36 % |

Elecciones presidenciales de 2017, para la Presidencia de la República, segunda vuelta
|  | 54,58 % |

|  | 45,42 % |

## En ficción
- Fue retratado en la película Los 33 de 2015, por el actor Bob Gunton.
- Fue caracterizado por Stefan Kramer en sus comedias Stefan v/s Kramer de 2012, y El ciudadano Kramer de 2013.